# La Rochelle
La Rochelle [la ʁɔ.ʃɛl] ist eine westfranzösische Hafenstadt und Hauptstadt des Départements Charente-Maritime in der Region Nouvelle-Aquitaine mit 79.961 Einwohnern (Stand: 1. Januar 2022); 2010 lebten im hiesigen Großraum knapp 210.000 Menschen.
La Rochelle ist unter anderem Mitglied im Hansebund der Neuzeit; 2015 wurde der Gemeinde von der Gemeinschaft Evangelischer Kirchen in Europa der Ehrentitel „Reformationsstadt Europas“ verliehen.

## Geographie

### Lage
La Rochelle liegt am Atlantik, am Golf von Biscaya gegenüber der Île de Ré, und ist ein wichtiges Schifffahrts-, Handels- und Fremdenverkehrszentrum. Die Entfernung zu Nantes im Norden beträgt rund 150 km, zu Bordeaux im Süden 190 km und zu Paris im Nordosten 460 km.

### Klima
|                       | Jan  | Feb  | Mär  | Apr  | Mai  | Jun  | Jul  | Aug  | Sep  | Okt  | Nov  | Dez  |   |       |
| Mittl. Tagesmax. (°C) | 8,5  | 9,9  | 12,1 | 14,7 | 17,9 | 21,3 | 23,8 | 23,5 | 21,8 | 18,0 | 12,6 | 9,2  | ⌀ | 16,1  |
| Mittl. Tagesmin. (°C) | 3,4  | 4,0  | 5,4  | 7,4  | 10,7 | 13,7 | 15,8 | 15,7 | 13,7 | 10,5 | 6,3  | 3,9  | ⌀ | 9,2   |
|                       |      |      |      |      |      |      |      |      |      |      |      |      |   |       |
| Niederschlag (mm)     | 82,5 | 66,1 | 57,0 | 52,7 | 61,1 | 42,9 | 35,1 | 46,4 | 56,5 | 81,6 | 91,8 | 81,8 | Σ | 755,5 |
|                       |      |      |      |      |      |      |      |      |      |      |      |      |   |       |
| Sonnenstunden (h/d)   | 2,7  | 3,9  | 5,6  | 7,1  | 7,7  | 9,1  | 9,8  | 9,0  | 7,3  | 5,4  | 3,6  | 2,7  | ⌀ | 6,2   |
|                       |      |      |      |      |      |      |      |      |      |      |      |      |   |       |
| Regentage (d)         | 13   | 11   | 11   | 9    | 10   | 7    | 6    | 7    | 8    | 10   | 12   | 12   | Σ | 116   |
|                       |      |      |      |      |      |      |      |      |      |      |      |      |   |       |
| Luftfeuchtigkeit (%)  | 89   | 85   | 81   | 77   | 78   | 78   | 77   | 79   | 82   | 85   | 88   | 90   | ⌀ | 82,4  |

| 3,4 |

| 4,0 |

| 5,4 |

| 7,4 |

| 10,7 |

| 13,7 |

| 15,8 |

| 15,7 |

| 13,7 |

| 10,5 |

| 6,3 |

| 3,9 |

| 3,4 |

| 4,0 |

| 5,4 |

| 7,4 |

| 10,7 |

| 13,7 |

| 15,8 |

| 15,7 |

| 13,7 |

| 10,5 |

| 6,3 |

| 3,9 |

### Naturschutz
La Rochelle schließt an der Atlantikküste unmittelbar an den Meeresnaturpark Estuaire de la Gironde et Mer des Pertuis an. Außerdem ist die Stadt mit dem etwa zehn Kilometer nördlich beginnenden Regionalen Naturpark Marais Poitevin assoziiert.

## Wappen
| Wappen von La Rochelle | Blasonierung: „Das Wappen in Rot zeigt ein dreimastiges goldenes Segelschiff mit silbernen geblähten Segeln an goldenen Rahen und goldenen Mastwimpeln auf grünem Schildfuß fahrend. Im blauen Schildhaupt drei goldene Lilien.“ |
| Wappen von La Rochelle | |

## Bevölkerung
| Jahr                       | 1962   | 1968   | 1975   | 1982   | 1990   | 1999   | 2006   | 2016   | 2021   |
| Einwohner                  | 66.590 | 73.347 | 79.757 | 75.840 | 71.094 | 76.584 | 77.196 | 75.736 | 78.535 |
| Quellen: Cassini und INSEE |        |        |        |        |        |        |        |        |        |

## Geschichte

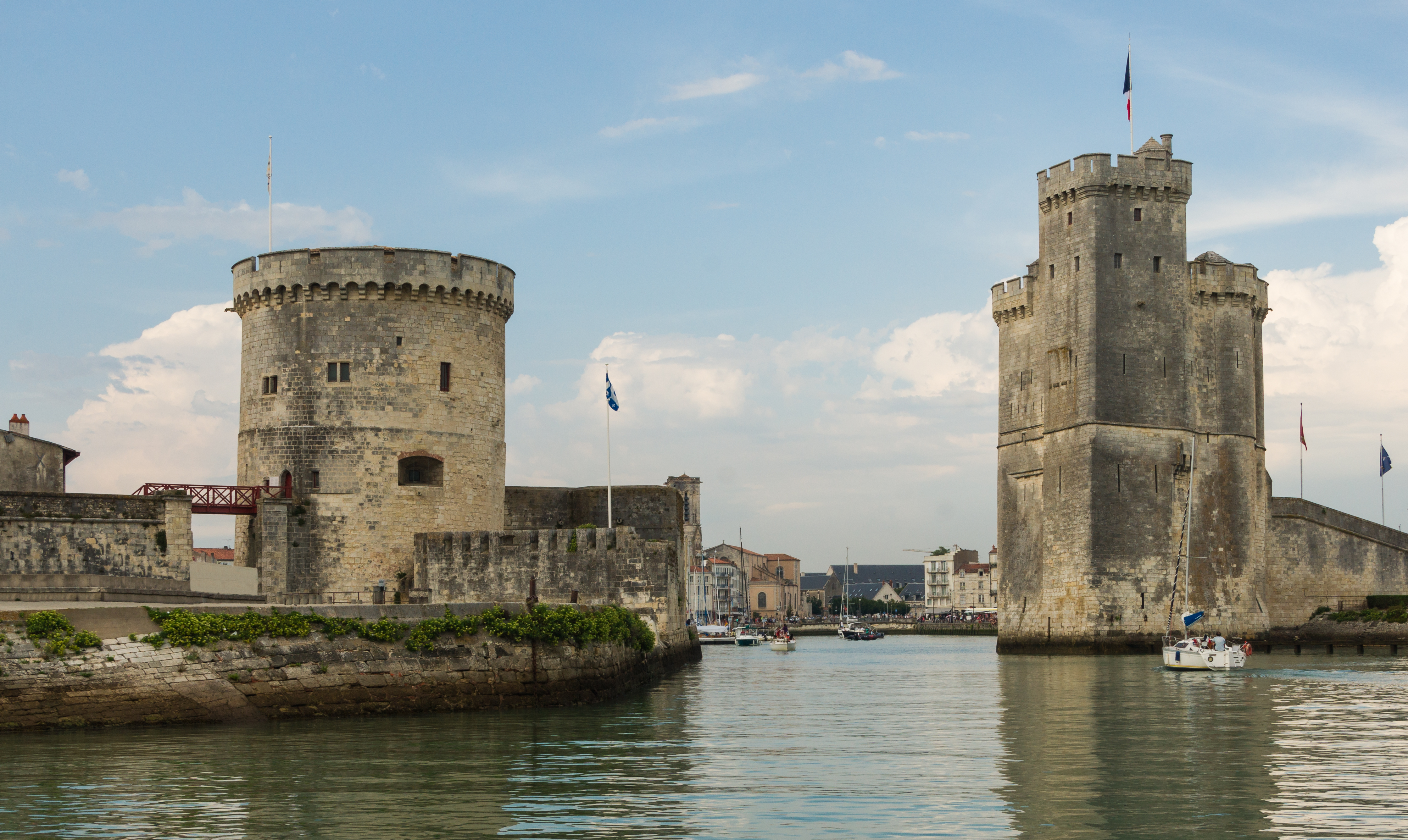
Hafenportal von der Seeseite aus, mit Tour de la Chaîne und Tour St. Nicolas

### Ursprünge
Im Gebiet um La Rochelle siedelten in der Antike die Santonen, ein Stamm der Gallier, von denen die Gegend um Saintes, die Saintonge, ihren Namen erhielt. Die Besatzungsmacht der Römer entwickelte entlang der Atlantikküste den dort bis dahin unbekannten Anbau von Wein und die Gewinnung von Salz und belieferte damit ihr ganzes Reich. Zeugnisse dieser Epoche sind archäologische Ausgrabungen römischer Villen in Saint-Eloi und in Les Minimes, ferner die von Salzgärten mit Salinen.
Der Name La Rochelle heißt übersetzt „Der kleine Felsen“, bezogen auf ein erhöhtes Kalkfelsplateau im Gebiet der heutigen Stadt, auf dem sich im Zuge der Völkerwanderung (Ende 4. bis Mitte 6. Jahrhundert) von der Donau kommende Alanen niederließen und dauerhaft ansiedelten. An sie erinnert noch der Name der Landschaft Aunis im Hinterland von La Rochelle.

### Entwicklung zum größten Hafen am Atlantik
Die Gründung der Stadt muss für das 10. Jahrhundert angenommen werden.

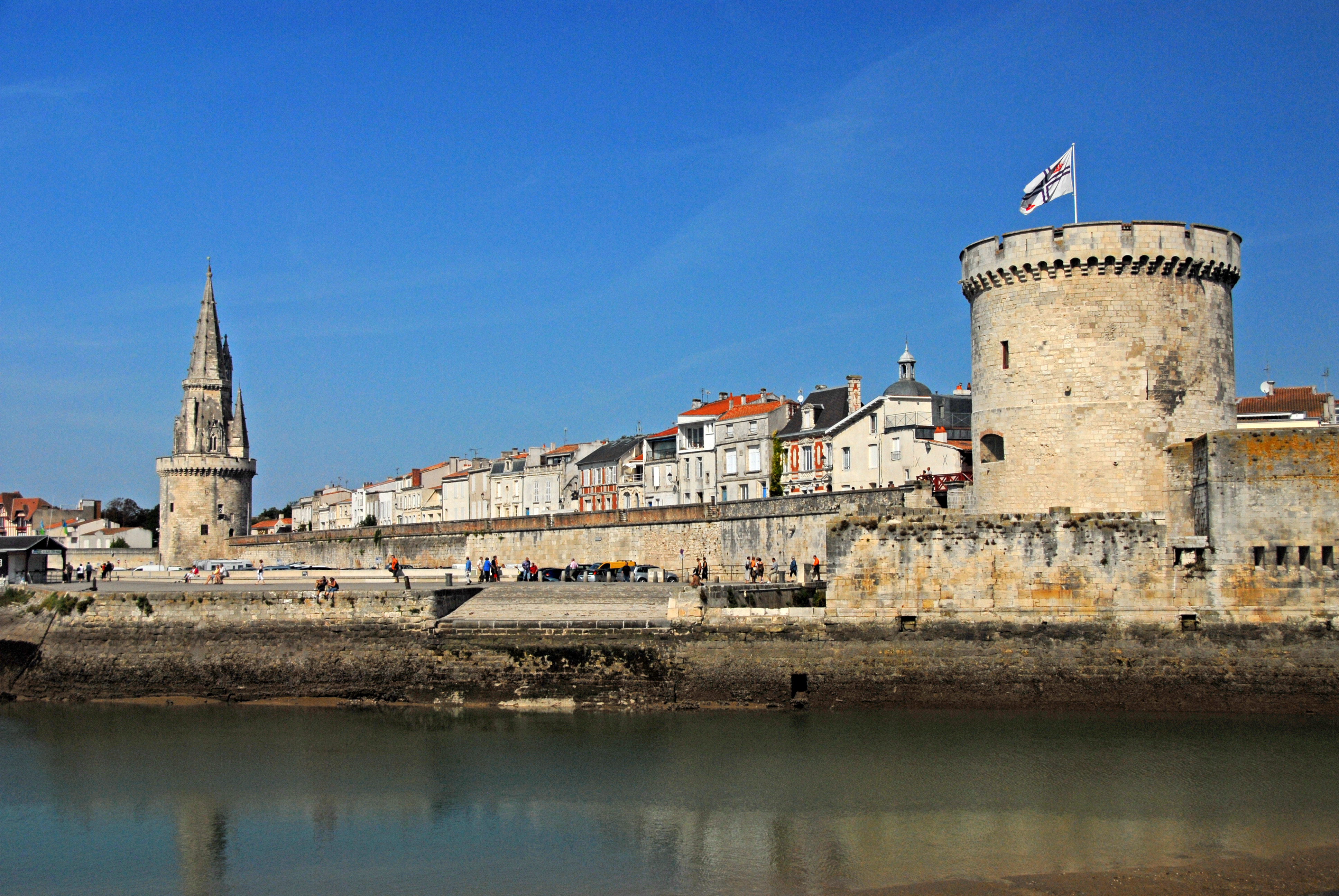
Tour de la Lanterne, Wehrmauer und Tour de la Chaîne

Relativ späte erste schriftliche Überlieferungen über die Zeit um 1140 sprechen von einer Zuwanderung von Colberts, einer Gruppe entflohener Sklaven, die sich der Niederlassung der Alanen anschlossen und deren Entwicklung mit vorantrieben.
Zu ihnen stießen noch die kosmopolitischen Templer, deren Routen im 12. und 13. Jahrhundert auch nach La Rochelle führten. Unter ihrer Mitwirkung wurde der Hafen zum größten der Atlantikküste ausgebaut. Noch heute gibt es eine Straße, die nach den Templern benannt ist, die Rue des Templiers. (Die Rue du Temple und der Cour du Temple weisen dagegen auf reformierte Kirchen hin, die auf Französisch temple heißen.)

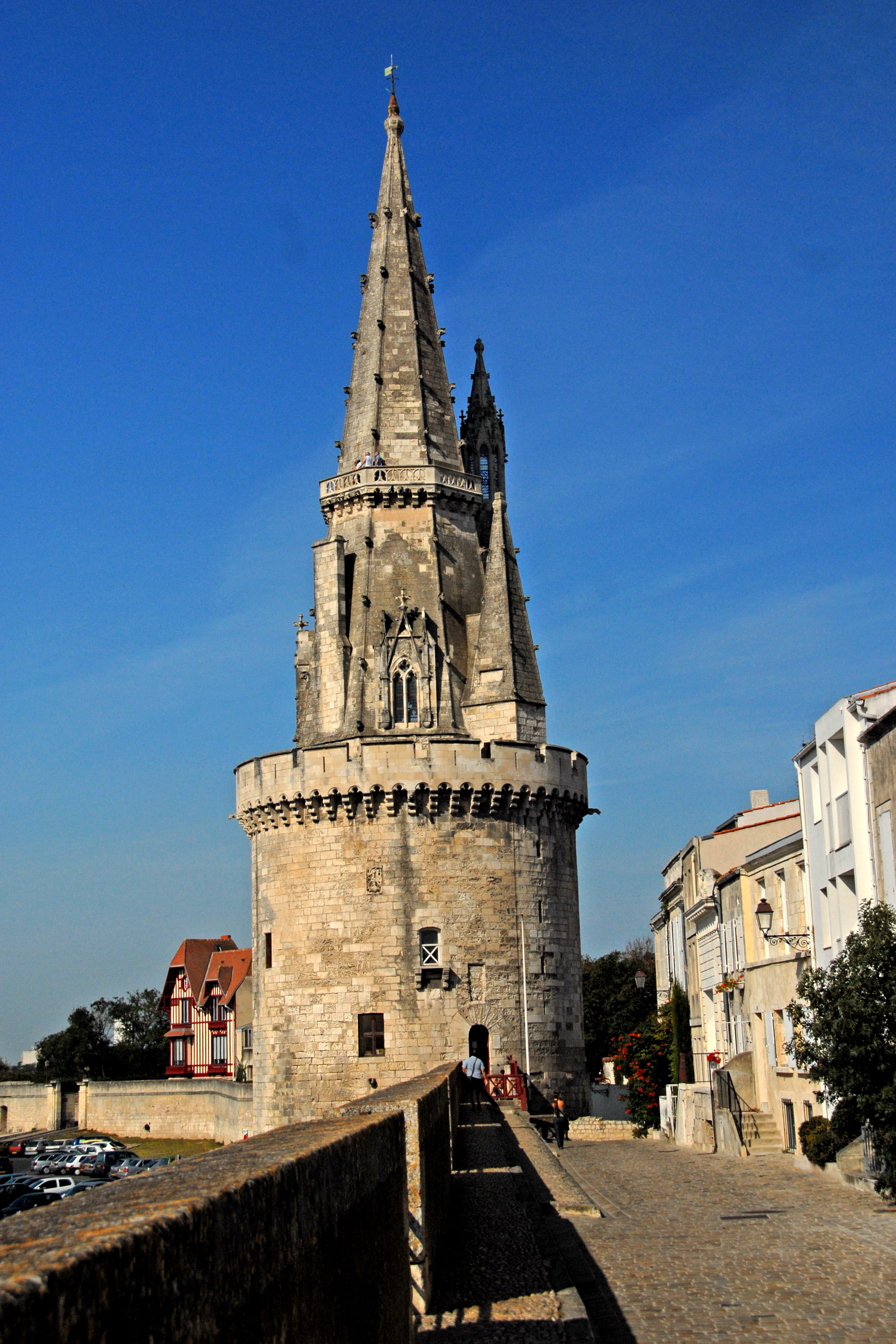
Tour de la Lanterne von NO, Wehrmauer

1137 machte Wilhelm X., Herzog von Aquitanien, den Hafen der Stadt zu einem freien Hafen. Für die spätere, blühende Geschichte der Stadt zeichnete Eleonore von Aquitanien verantwortlich. Sie verlieh La Rochelle 1199 das freie Stadtrecht, verbunden mit einer bürgerlichen Selbstverwaltung und eigener Gerichtsbarkeit. Damals wurde für La Rochelle, erstmals in der französischen Geschichte, mit Guillaume de Montmirail ein Bürgermeister benannt. In der Folge wurde jedes Jahr aus den Reihen der mächtigsten Familien der Stadt ein neuer Bürgermeister gewählt.
Im Jahr 1224 wurde die Stadt während des Französisch-Englischen Krieges von König Ludwig VIII. belagert, bis sie sich schließlich unterwarf.
Während des Hundertjährigen Krieges fand bei La Rochelle am 22. Juni 1372 eine Seeschlacht zwischen einer kastilisch-französischen und einer englischen Flotte statt. Während die Engländer 40 Schiffe in die Schlacht führten, boten die Spanier und Franzosen 60 Schiffe und deutlich mehr Personal auf. Letztere besiegten die Engländer, womit die Kontrolle über den Kanal zum ersten Mal seit der Seeschlacht von Sluis 1340 in die Hände Frankreichs fiel.
Bis zum 15. Jahrhundert behielt La Rochelle den größten Hafen Frankreichs an der atlantischen Küste. Gehandelt wurde hauptsächlich mit Wein und Salz.

### In Zeiten der Religionskriege

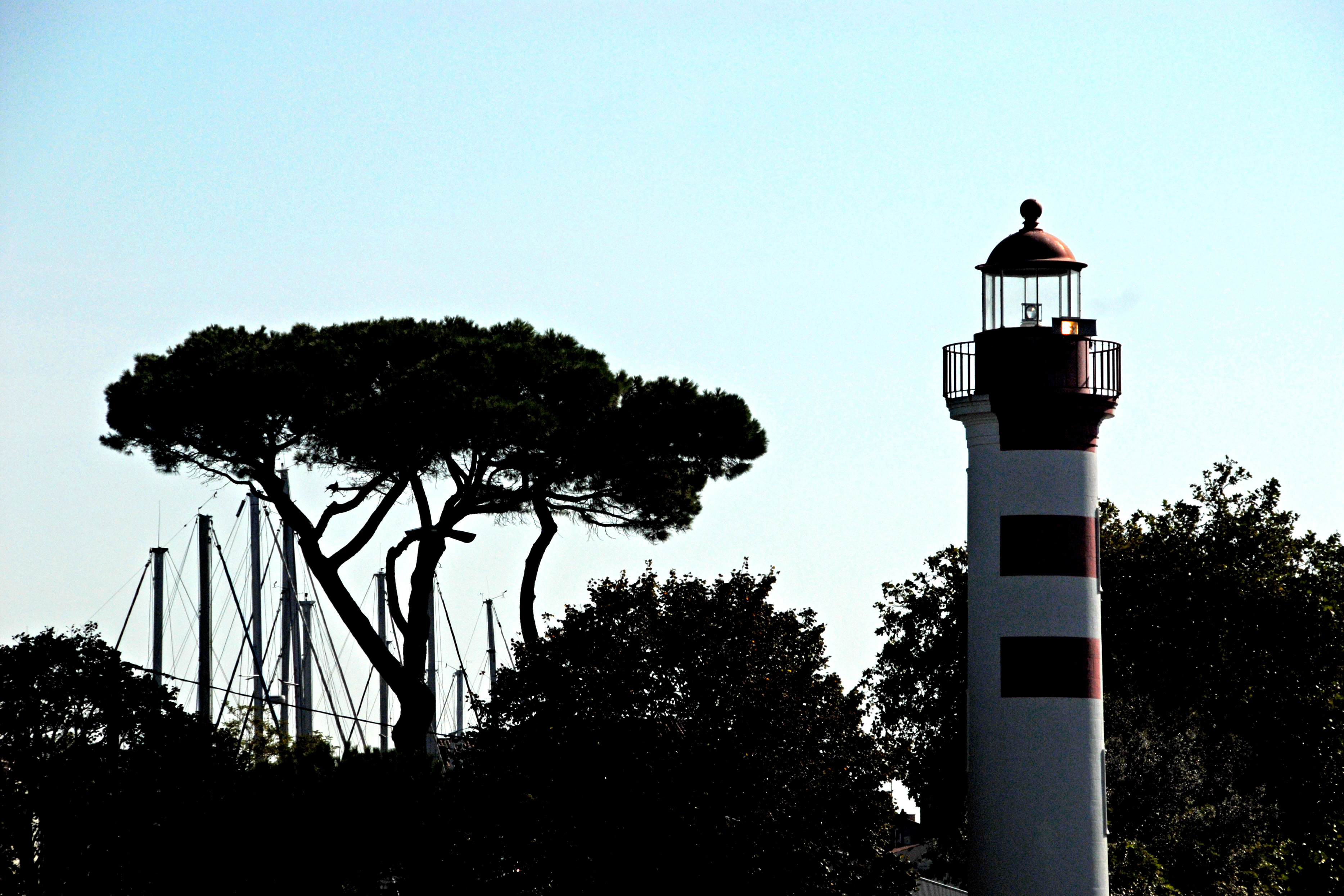
La Rochelle, Leuchtfeuer und Pinie

Für das La Rochelle des 16. und frühen 17. Jahrhunderts von großer Bedeutung ist Amos Barbot († 1625), der mit seiner Histoire de La Rochelle die älteste verfügbare erzählende Quelle zur Geschichte der Stadt seit dem Mittelalter darstellt. Ihm folgend verfasste Louis-Étienne Arcère (1698–1782) eine Geschichte von La Rochelle.
Während der Renaissance öffnete sich die Stadt den Ideen der Reformation, die bereits vor 1540 zahlreiche Anhänger hatte. Die gegenseitige Toleranz ließ zu Beginn die gemeinsame Nutzung der katholischen Kirchengebäude zu.
Von 1562 bis 1598 überzogen das Land die Verwüstungen der Religionskriege. Im Jahr 1565 wurden in La Rochelle 30 katholische Priester erdrosselt und vom Tour de la Lanterne ins Meer gestoßen, was einen offenen Kampf auslöste. Bald darauf wurde es zur Hauptstadt des Protestantismus in Frankreich und wurde im Jahr 1570 im Frieden von Saint-Germain (1570) als Place de Sûreté eingestuft.
Der große Gegenschlag der katholischen Liga begann mit dem „Massaker der Bartholomäusnacht“ am 24. August 1572, mit der Hinrichtung von Hugenottenanführern in Paris und den sich anschließenden furchtbaren Gemetzeln, die auf ganz Frankreich übergriffen.
Im Jahr 1573 erfolgte die Belagerung des Hugenottenzentrums durch die königlich-katholische Armee unter dem Befehl des Herzogs von Anjou, des späteren Heinrich III. Trotz sechsmonatiger intensiver Belagerung unter Verwendung modernster Kriegstechniken auf beiden Seiten hielten die Protestanten durch, so dass die Angreifer aufgaben. Immerhin hatten annähernd 20.000 Mann auf katholischer Seite ihr Leben gelassen. Gezwungenermaßen musste die Krone den Hugenotten von La Rochelle noch 1573 die ungehinderte Ausübung ihrer Religion gestatten.
Mit dem Edikt von Nantes (1598) beendete Heinrich IV. die Religionskriege.

### Erneute Belagerung von La Rochelle 1627–1628

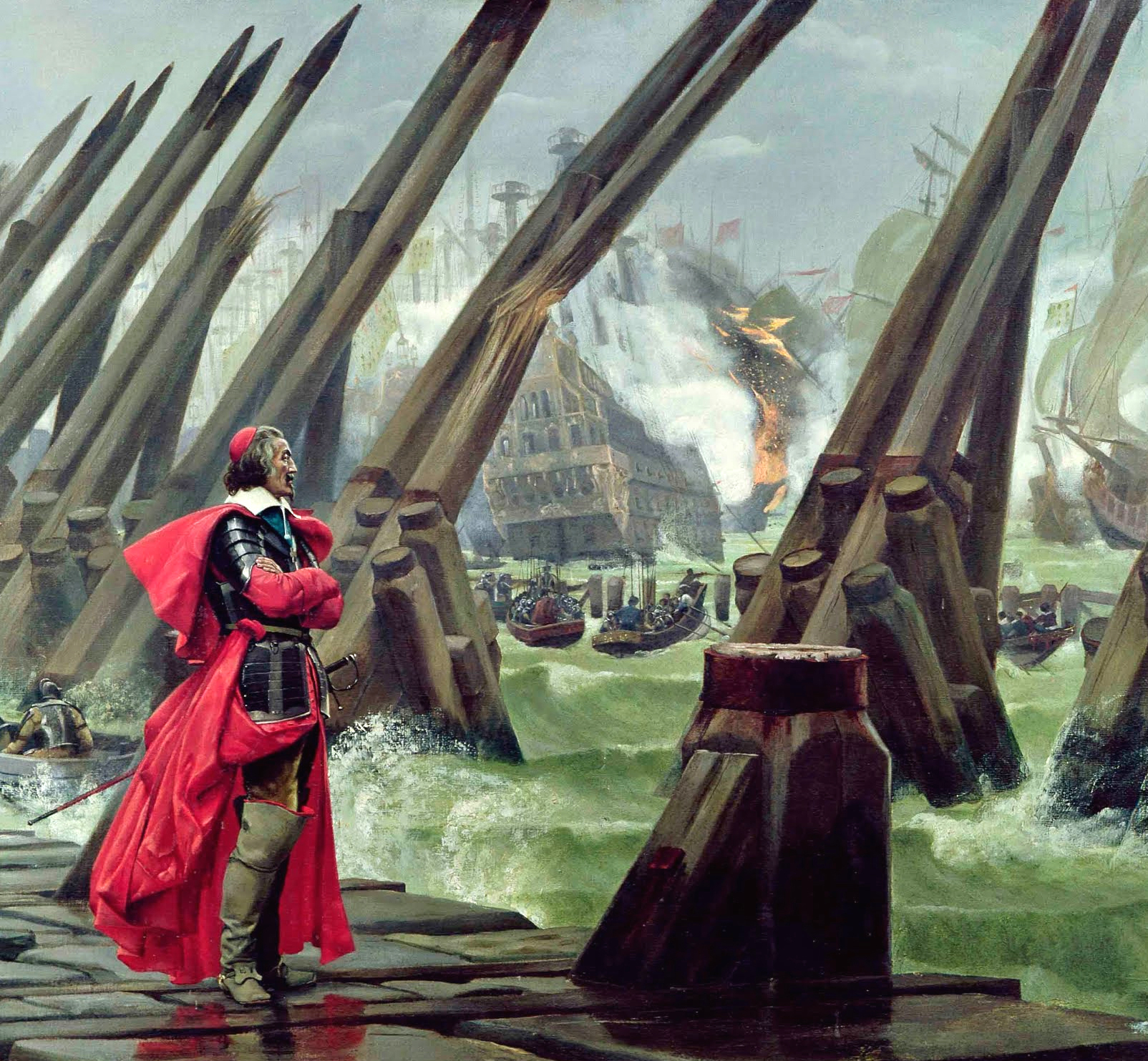
Henri-Paul Motte: Die Belagerung von La Rochelle. Historiengemälde aus dem Jahr 1881. Im Vordergrund ist Kardinal Richelieu abgebildet.

Etwa 29 Jahre später geriet die Stadt wieder in Konflikt mit Ludwig XIII., dessen königliche Armee La Rochelle am 10. September 1627 erneut belagerte. Die Stadt hatte sich mit den Engländern verbündet, die bereits die Insel Ré besetzt hatten. In den Kämpfen standen sich zwei unversöhnliche Gegner gegenüber: auf der einen Seite Kardinal Richelieu, Erster Minister des französischen Königs, auf der anderen Seite Jean Guiton (1585–1654), Admiral und neuer Bürgermeister von La Rochelle.
Die Blockade durch die Königlichen erfolgte nicht nur von der Land-, sondern auch von der Seeseite, wo ein 12 km langer Damm aufgeschüttet wurde, in dem lange angespitzte Holzbalken in Richtung Stadt eingerammt waren. Soldaten der Artillerie besetzten den Damm. Die Versorgung und Verstärkung vom Meer aus, etwa von den Engländern, war damit abgeschnitten. Dem Bürgermeister gelang es trotzdem, die hungernde Bevölkerung der Stadt über mehr als ein Jahr zum Durchhalten zu bewegen.
Nachdem der Hunger unter den Verteidigern immer mehr Todesopfer gefordert hatte, musste Guiton kapitulieren. Am 30. Oktober 1628 zog Richelieu mit seinem Heer in die Stadt ein; zwei Tage später folgte ihm König Ludwig XIII. In den Häusern fanden sie unzählige Leichen. Von den 28.000 ursprünglich eingeschlossenen Einwohnern hatten nur 5.000 überlebt, unter ihnen Jean Guiton, der ins Exil nach London ging und nach seiner Rückkehr (1635) in den königlichen Dienst eintrat.

### Exodus der Hugenotten und die Kolonialzeit
Nach der Niederlage der Hugenotten von La Rochelle 1628 ging ihre Verfolgung im ganzen Land unerbittlich weiter; sie erreichte mit der Rücknahme des Edikts von Nantes durch Ludwig XIV. ihren Höhepunkt. Viele Hugenotten flohen, wanderten aus und gründeten 1689 in Nordamerika die Stadt New Rochelle.
In der Kolonialzeit spielte La Rochelle im „atlantischen Dreieckshandel“ zwischen Afrika, Neufrankreich (Kanada und die Antillen) und dem Kernland Frankreich eine wichtige Rolle.
La Rochelle blieb weiterhin einer der größten Häfen Frankreichs. Dafür war vor allem der aufgekommene Sklavenhandel und die Entwicklung der überseeischen Beziehungen verantwortlich. Die beschädigten Wehranlagen wurden durch den bedeutenden Festungsarchitekten Vauban wiederhergestellt und modernisiert.

### 19. Jahrhundert
1864 war der Hafen von La Rochelle im Bereich des „Bassin der Flotten“ hinter den Schleusen Standort für Tauchexperimente des ersten mechanisch betriebenen U-Boots der Welt, genannt Plongeur, unter dem Kommando von Marie-Joseph Camille Doré, der in La Rochelle geboren wurde.

### Zweiter Weltkrieg

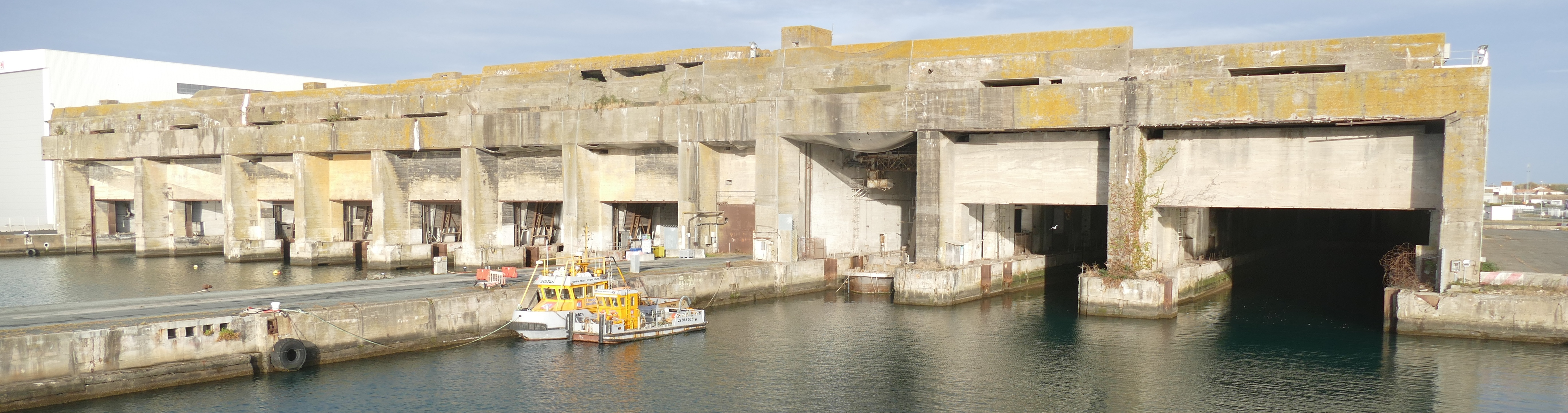
U-Boot-Bunker La Pallice

Im fünf Kilometer entfernten La Rochelle-La Pallice baute die Organisation Todt ab April 1941 einen U-Boot-Bunker, der heute nicht mehr öffentlich zugänglich ist. Ab 1943 unterhielt die Kriegsmarine ein Marinelazarett in der Stadt.
Die Stadt La Rochelle sowie die Hafenanlagen in La Pallice blieben bis zur bedingungslosen Kapitulation der Wehrmacht am 8. Mai 1945 in deutscher Hand. Im Rahmen eines Stillhalteabkommens zwischen dem deutschen Festungskommandanten Vizeadmiral Ernst Schirlitz und dem französischen Unterhändler, dem Fregattenkapitän Jules Hubert Meyer wurde vereinbart, auf eine befohlene Zerstörung der Stadt- und Hafenanlagen zu verzichten, sofern die alliierten Truppen die in La Rochelle eingekesselten Deutschen nicht angreifen würden. Diese „Konvention von La Rochelle“ führte schließlich dazu, dass Stadt- und Hafenanlagen nach der deutschen Kapitulation unversehrt übergeben werden konnten, während andere Atlantikstädte wie z. B. Royan noch im April kurz vor Kriegsende völlig zerstört wurden.

#### Internierung und Zwangsarbeit in La Rochelle
Obwohl nach Peschanski La Rochelle 1944 „mit 651 Internierten in Wirklichkeit das Rückgrat der Baustellen der Organisation Todt war“, ist weder bei ihm noch in anderen Quellen viel über die Situation der Internierungslager in und um La Rochelle zu erfahren. Die AJPN erwähnt in dem Zusammenhang 43 Lager und Internierungsorte in der Charente-Maritime und verortet davon 16 direkt auf dem Gebiet von La Rochelle. Allerdings dürften sich darunter auch viele Doppelnennungen befinden, denn mindestens vier Lager aus der Liste betreffen das Quartier Laleu-La Pallice.
Der früheste Hinweis betrifft zwei Compagnies de Travailleurs Étrangers (CTE) (Fremdarbeiterkompagnien). Von 1939 bis Juni 1940 sollen in La Pallice die CTE-Einheiten 218 und 219 stationiert gewesen sein. Über die Nationalitäten dieser Einheiten und den Zweck ihres Einsatzes gibt es keine Hinweise. Ein Jahr später wird dann ein Camp de La Pallice erwähnt in dem von Juli 1941 bis Juli 1942 300 Spanier – vermutlich Bürgerkriegsflüchtlinge – interniert gewesen sein sollen. Zu dieser Zeit stand La Rochelle bereits unter deutscher Verwaltung und die Organisation Todt war mit dem Bau des U-Boot-Bunkers beschäftigt. Ob die spanischen Zwangsarbeiter hierfür herangezogen wurden, ließ sich nicht klären.
Die AJPN erwähnt im Zusammenhang mit dem Camp de La Pallice außerdem, dass hier von Ende 1944 bis Anfang 1945 400 Soldaten der Forces françaises de l’intérieur (FFI) interniert worden seien.
An das mutmaßliche Ende des von der AJPN erwähnten Spanier-Lagers anschließend, findet sich ein Hinweis auf ein Camp de la Rochelle-Laleu. Dieses soll wahrscheinlich seit 1942 bestanden und 300 bis 400 Internierte beherbergt haben, die für die Organisation Todt arbeiten mussten. Am 27. März 1944 sei dieses Lager bombardiert und die Häftlinge danach nach Saint-Martin-de-Ré verlegt worden. Ende Mai 1944 hätten sie dann den größten Teil der Belegschaft des Lagers in einem Gymnasium in La Rochelle ausgemacht. Bei diesem Gymnasium handelte es sich vermutlich um das auch von der AJPN erwähnte Lycée de La Rochelle, das dort als Transitlager für Internierte auf dem Weg nach Saint-Martin-de-Ré vorgestellt wird.
Ein Camp 12 au Champ de Mars bestand laut AJPN 1943–1944 aufgrund von Erfordernissen der Organisation Todt. Nähere Hinweise dazu fehlen. Weitere 400 Personen, aus politischen Gründen Internierte oder Menschen, die ohne Gerichtsurteil alleine auf der Basis einer Verwaltungsanordnung inhaftiert wurden, hätten 1944 in La Rochelle-Laleu ebenfalls für die Organisation Todt arbeiten müssen.
Denis Peschanski nennt im Zusammenhang mit La Rochelle und der Organisation Todt – ohne Differenzierung nach unterschiedlichen Lagern – 697 Internierte im Februar 1944 und 724 Personen im April 1944.:S. 576
Die AJPN benennt vier weitere Internierungsorte in Kasernen von La Rochelle.
- Caserne Duperré. Sie soll von 1940 bis 1945 als Durchgangslager fungiert haben.[16]
- Caserne Mangin. Sie war von 1940 bis 1945 ein Internierungsort für Widerstandskämpfer und gefangengenommene Soldaten der Forces françaises de l’intérieur.[17]
- Caserne Philippe Henriot. Der Zusammenhang mit dem hier zugleich genannten Lycée Fromentin ist unklar. 1944 sollen als Geiseln genommene Widerstandskämpfer und Kommunisten, die in der Kaserne interniert waren, gefoltert worden sein. Ob diese Folterungen in der Kaserne oder im Lycée Fromentin stattfanden, ist unklar.[18]
- Caserne Renaudin. Der Internierungsort war von 1940 bis 1945 in Betrieb. Die Deutschen hielten hier zunächst französische Kriegsgefangene fest; später folgten Widerstandskämpfer, Soldaten der Forces françaises de l’intérieur und Franzosen, die zum Pflichtarbeitsdienst (Service du travail obligatoire) (STO) für die deutsche Kriegswirtschaft herangezogen worden waren.[19]

Das Prison militaire de Lafond, das insgesamt über eine Kapazität von 700 Plätzen verfügte, wurde zur Internierung von Juden und Widerstandskämpfern benutzt. Ob von hier direkt Deportationen erfolgten, ist nicht bekannt, aber die École Paul Doumer war sowohl für Juden als auch für fahnenflüchtige STO-Angehörige Durchgangslager auf dem Weg ins Sammellager Drancy.

### Heute

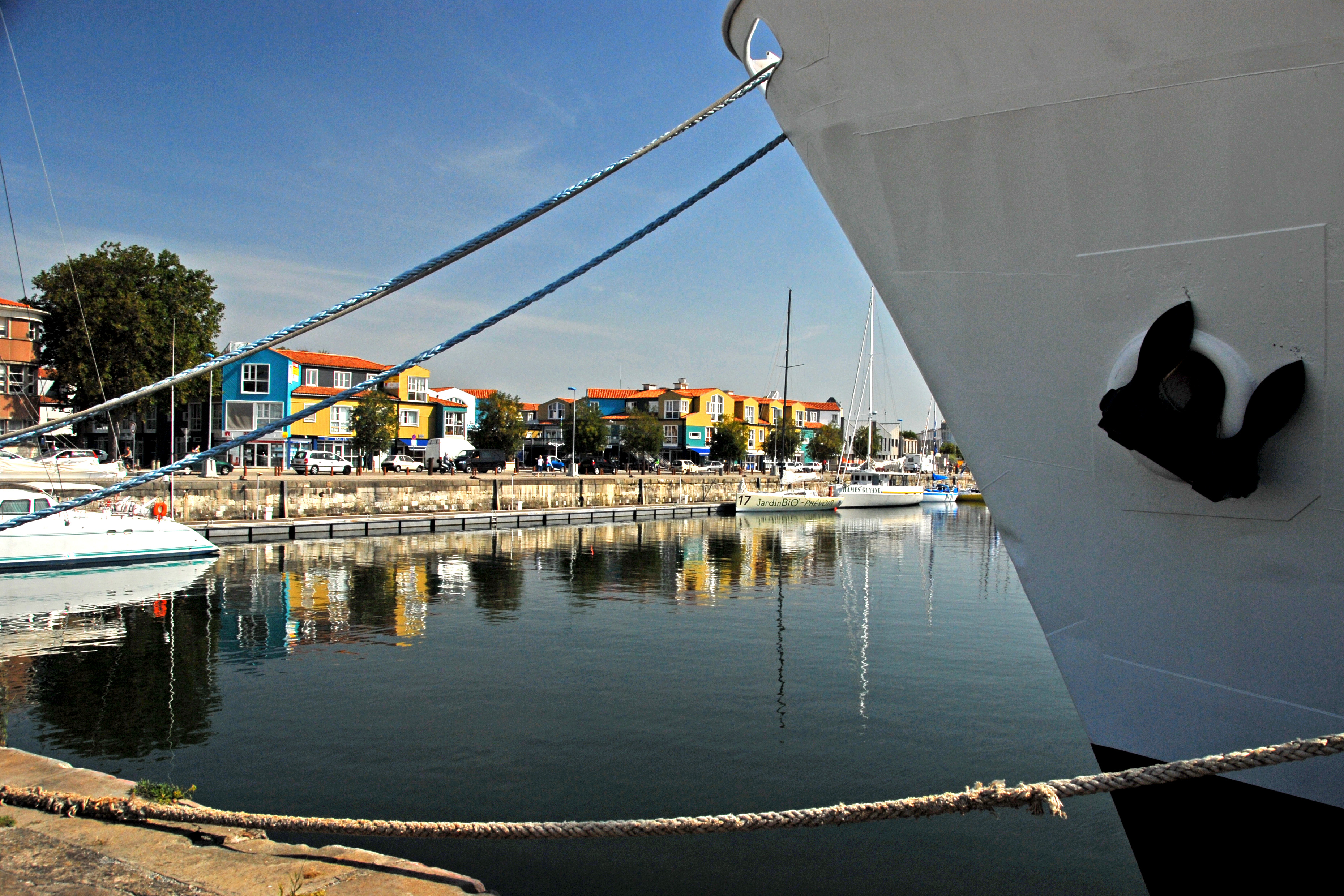
Buntes Hafenviertel

Auch wenn die internationale Schifffahrt in La Rochelle kaum noch eine Rolle spielt, ist der Hafen immer noch ein bedeutender Fischereihafen des Landes mit der viertgrößten Kapazität in Frankreich. Beim Umschlag von Handelsgütern nimmt er mit einem Bruttovolumen von etwa sechs Millionen Tonnen jährlich Rang acht unter den französischen Häfen ein. Die Gründung der La Rochelle Business School erfolgte 1998.

## Wirtschaft und Infrastruktur

### Industrie
Schiffbau, Fisch- und chemische Industrie sind die wichtigsten Industriezweige der Stadt. Eine bedeutende Stütze der Wirtschaft ist der Tourismus.

### Verkehr
La Rochelle ist an das System der französischen Staatsbahn SNCF angeschlossen. Es gibt tägliche Verbindungen nach Paris (Gare Montparnasse) (ungefähr drei Stunden) und Bordeaux, aber auch regionale Verbindungen in die näher liegenden Städte.
Mit dem Pkw ist La Rochelle von Norden (Fontenay) und von Osten (Niort) über die Route nationale N 11 und aus Richtung Süden (Rochefort, Saintes) über die N 137 erreichbar.
Für Wohnmobile gibt es im Ort keinerlei Parkmöglichkeiten.
Den Busverkehr in La Rochelle betreibt die RTCR mit einem sehr gut ausgebauten Netz von Buslinien. Auch eine Verbindung auf die Ile de Ré ist vorhanden.
Am Stadtrand gibt es einen Park & Ride-Parkplatz, von dem aus man in den Sommermonaten gratis ins Zentrum gelangt. Es gibt dort auch eine Servicestation für Wohnmobile (Wasserversorgung und Abwasserentsorgung).
Der Flughafen La Rochelle – île de Ré (Aéroport de La Rochelle – île de Ré) liegt 2,5 km nordwestlich vom Stadtzentrum.

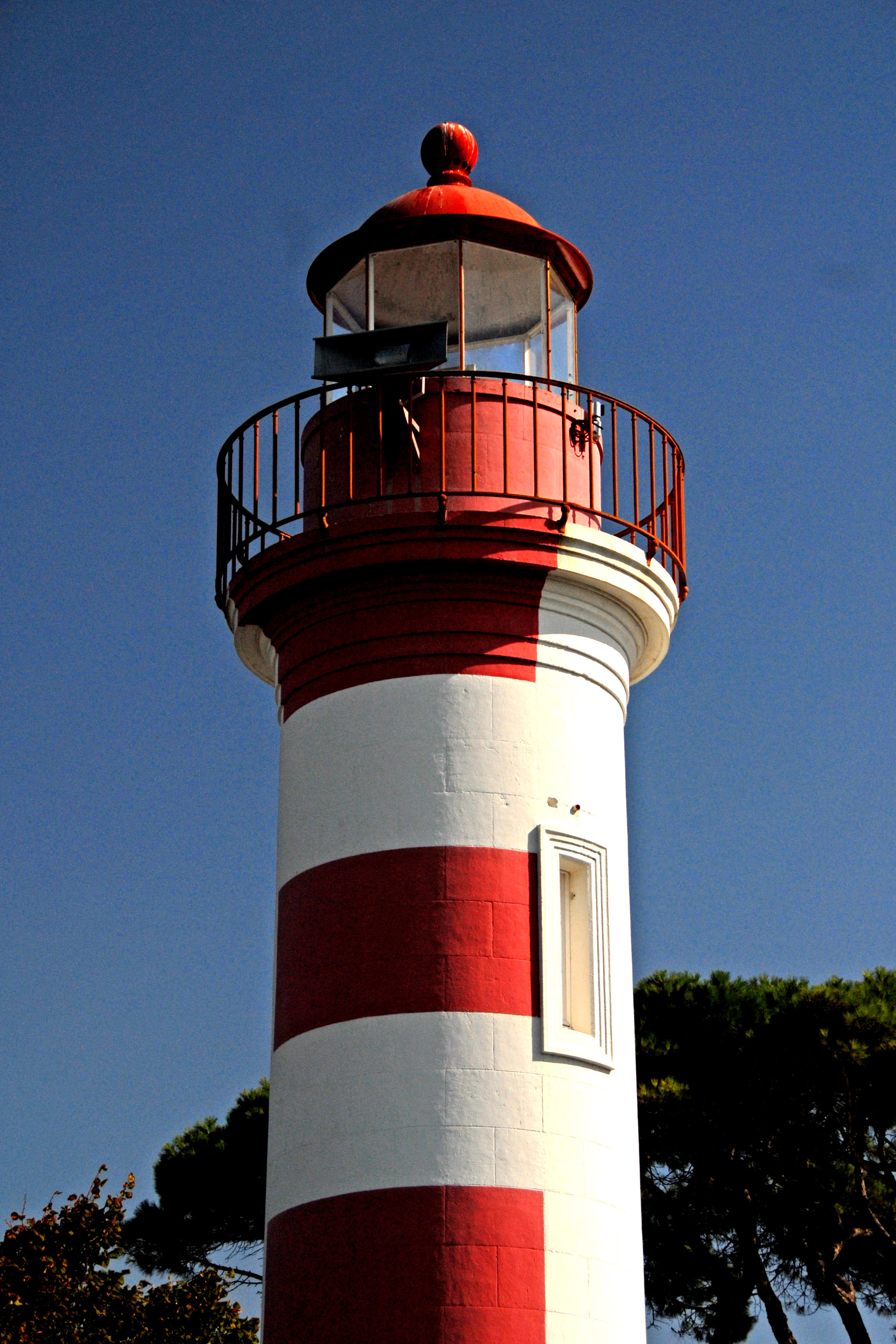
Leuchtturm, rot
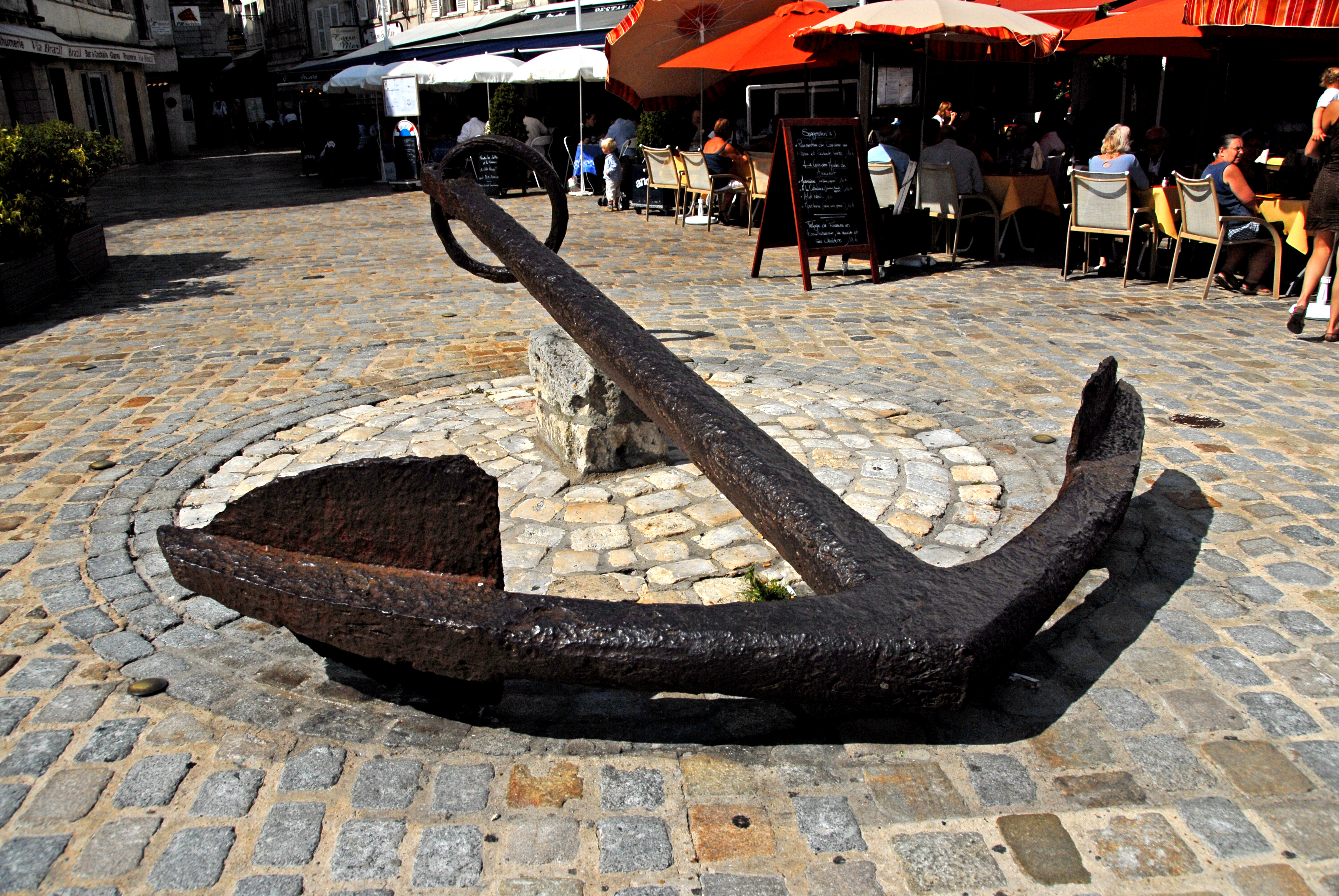
La Rochelle, Anker, liegend
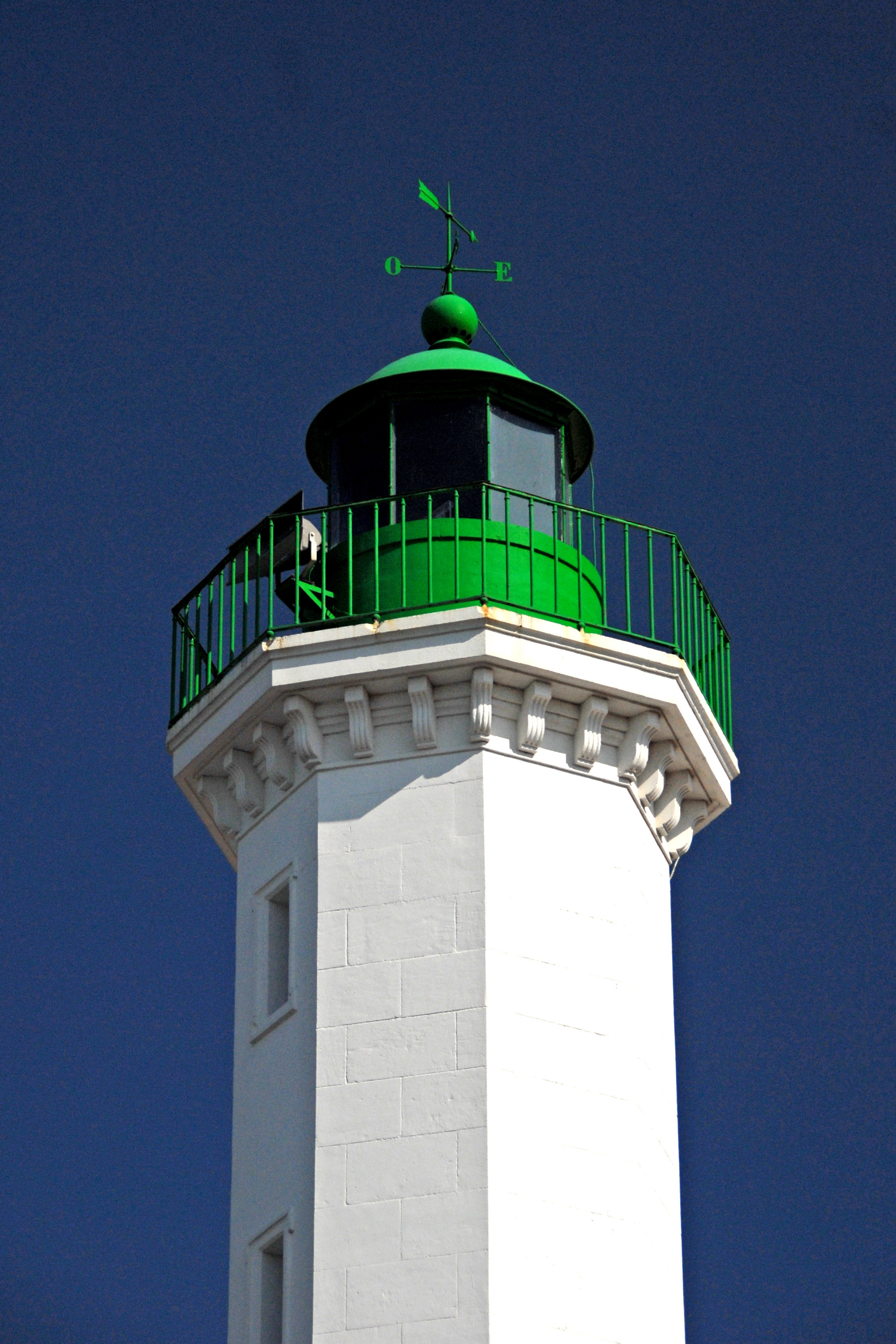
Leuchtturm, grün

### Bildung
- École d’Ingénieurs en Génie des Systèmes Industriels
- La Rochelle Business School

## Kultur

### Architektur

Schlüsselkind
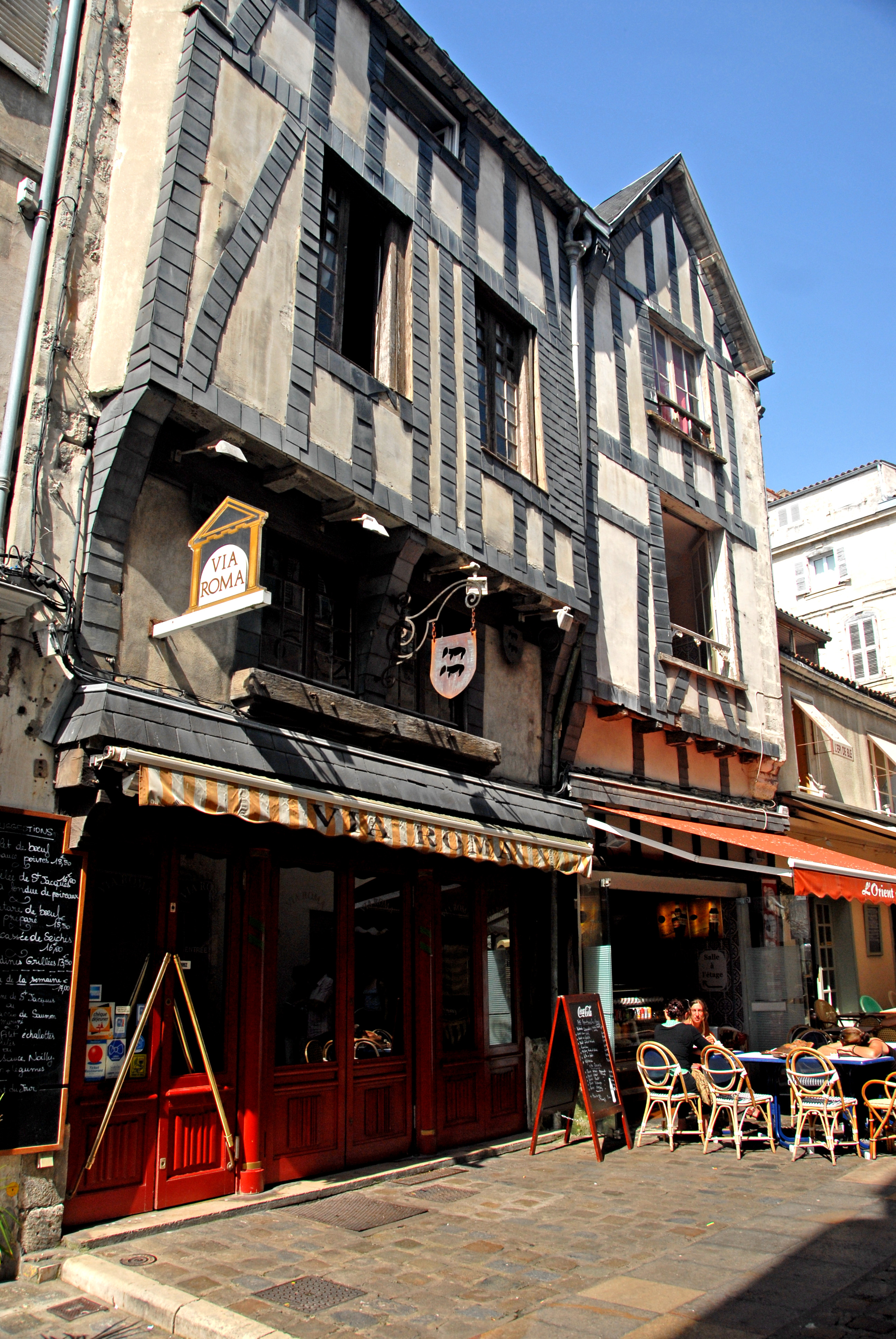
Fachwerkhäuser
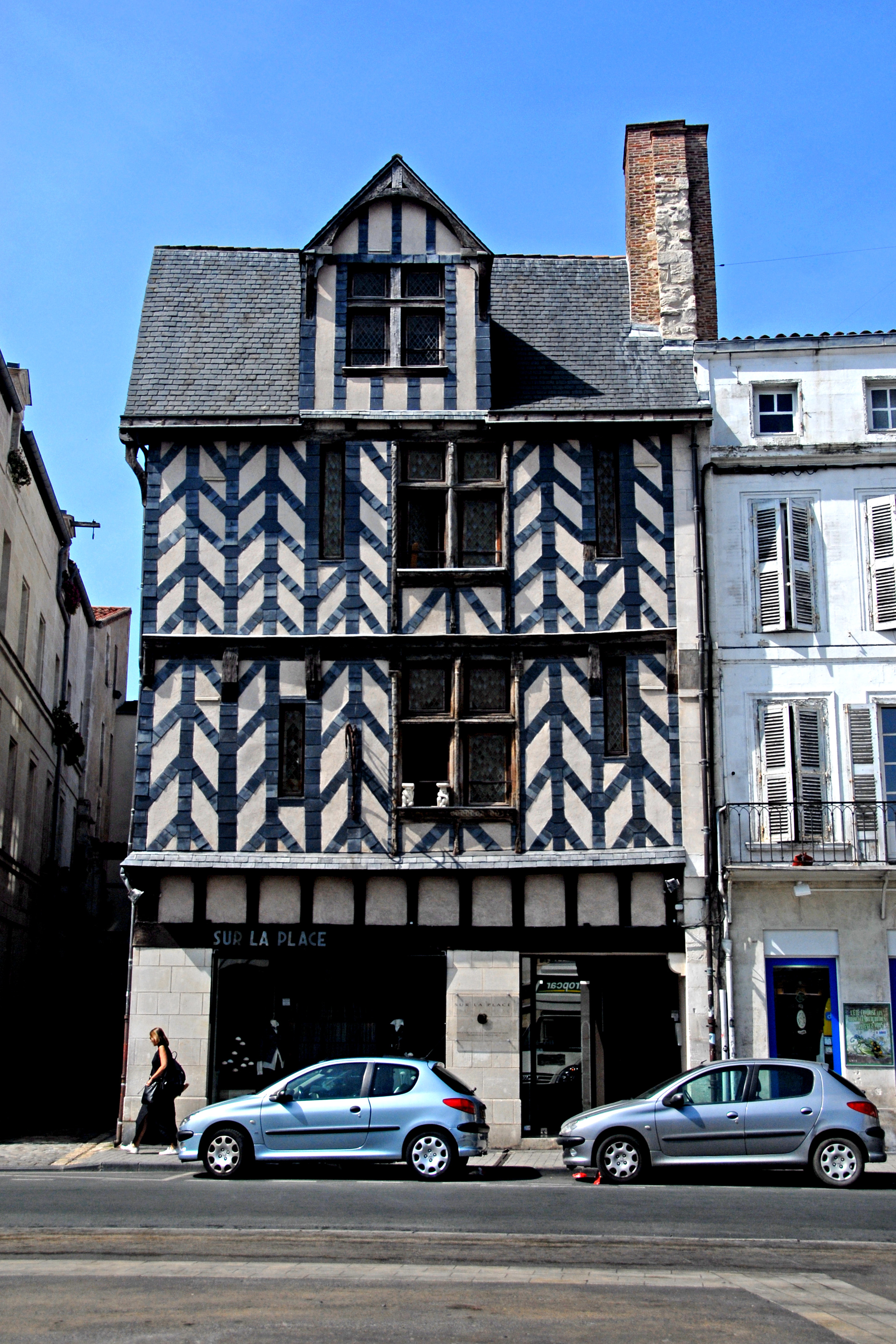
Fachwerkhaus
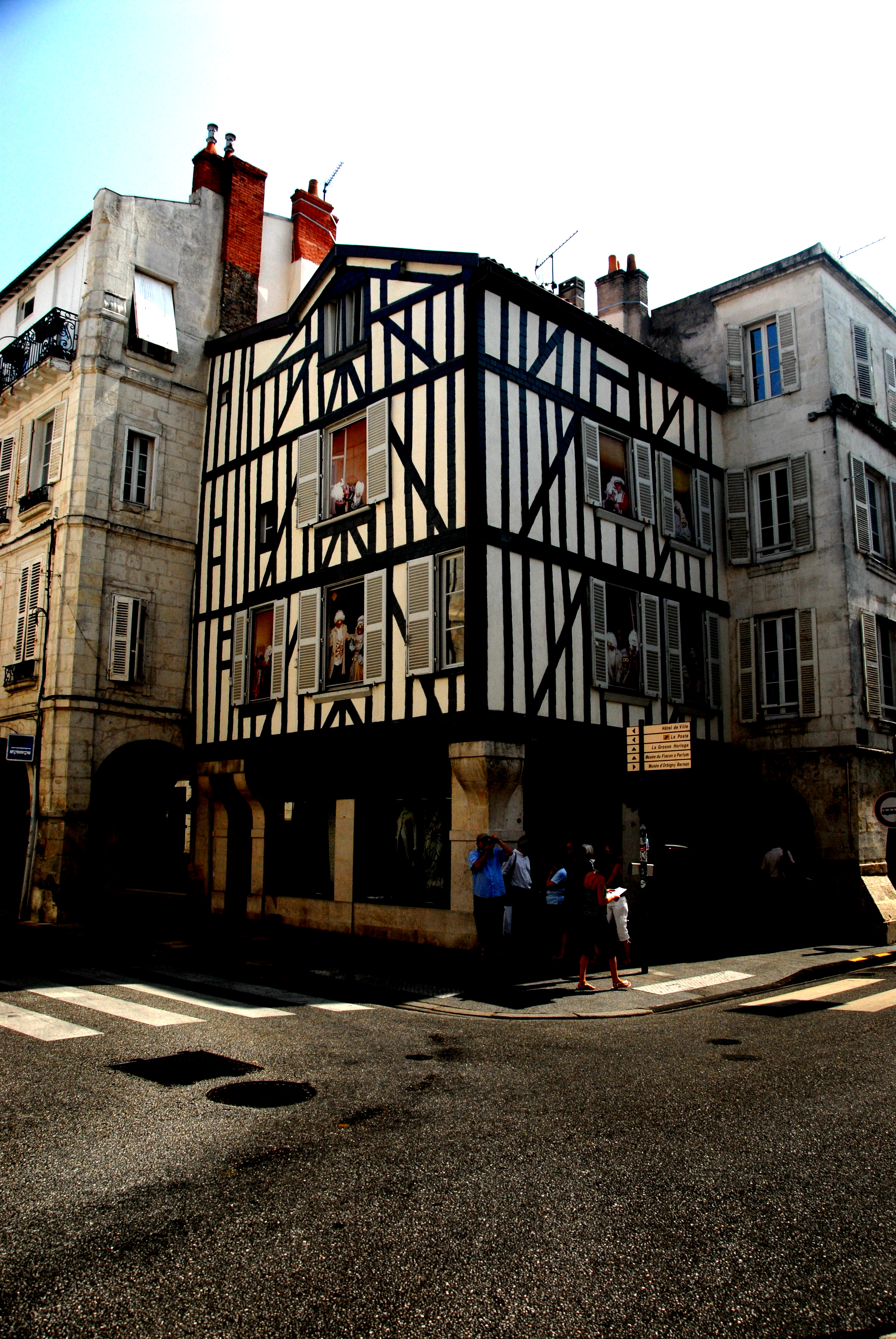
Fachwerkeckhaus
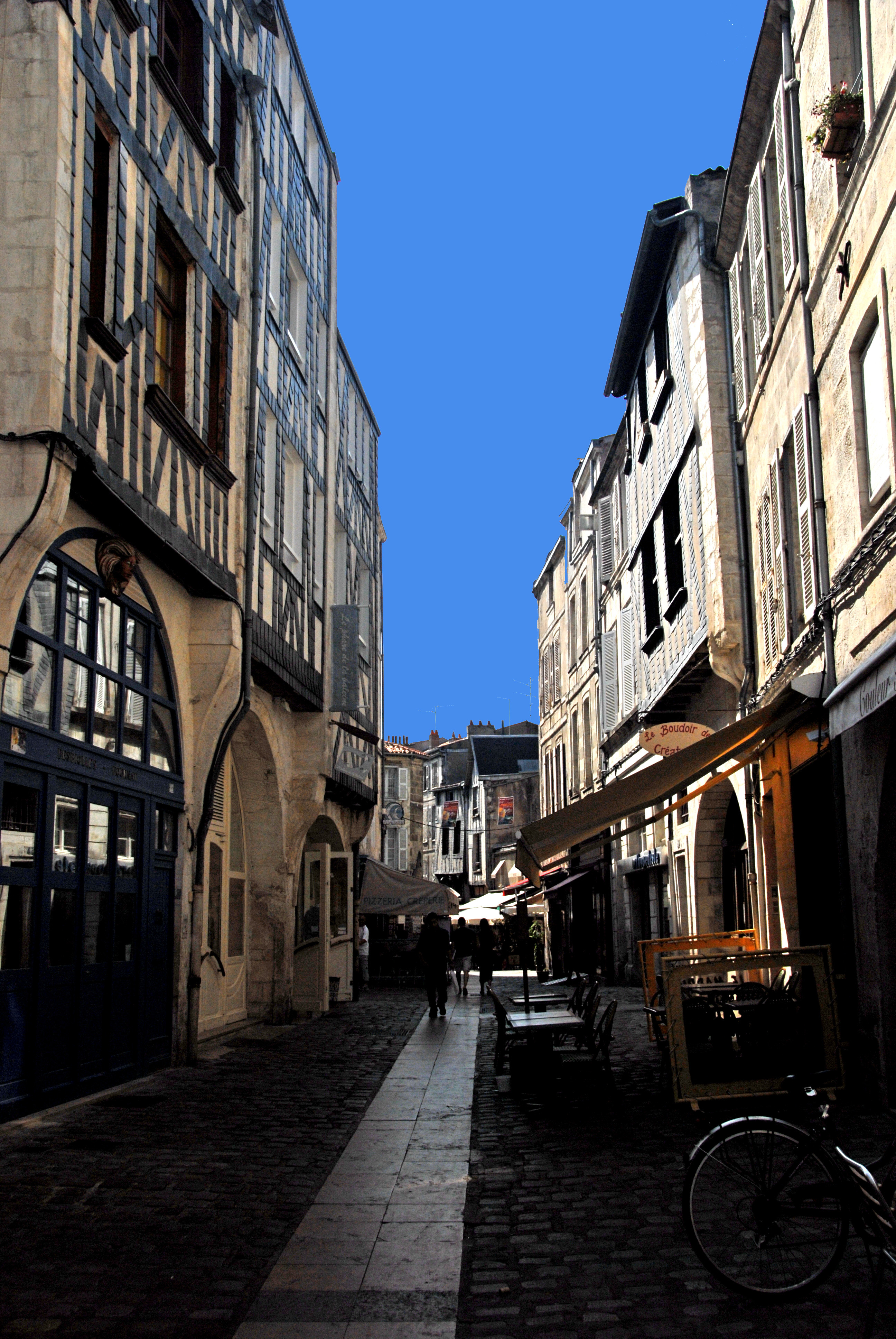
Straßenzug mit Fachwerk
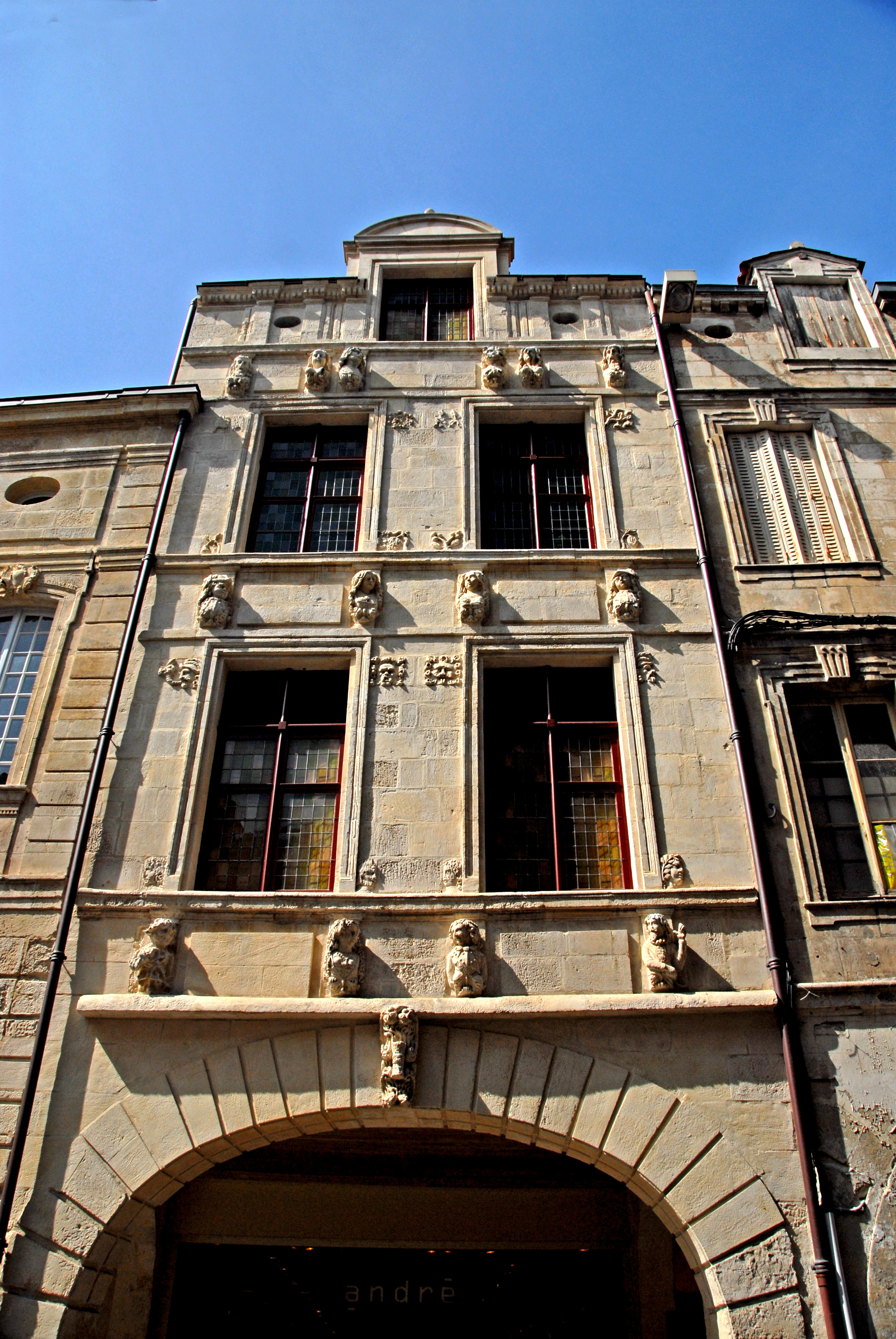
Renaissance-Fassade

### Sehenswürdigkeiten

#### Der Alte Hafen
Das Hafenbecken des Vieux Port, das Zentrum der Altstadt, wird eingefasst von den Uferstraßen, im Norden vom Quai Duperre und im Westen vom Cours des Dames. Im Winkel der beiden Straßen erhebt sich die Statue des Admiral Duperre, 1775 in La Rochelle geboren und Kommandant der französischen Flotte bei der Einnahme von Algier im Jahr 1830. Auf der Esplanade Cour des Dames wurden früher Sardinen verkauft und von den Fischern ihre Netze geflickt.
Seit dem 1. Januar 2000 ist die Steuerbord-Ansteuerung zum alten Hafen mit dem Phare du Bout du Monde versehen, einem Leuchtturm, der eine Kopie des Seezeichens auf der Isla de los Estados vor Feuerland ist. Mit Inbetriebnahme wurde der Turm von der Französischen Post mit einer Sondermarke gewürdigt.

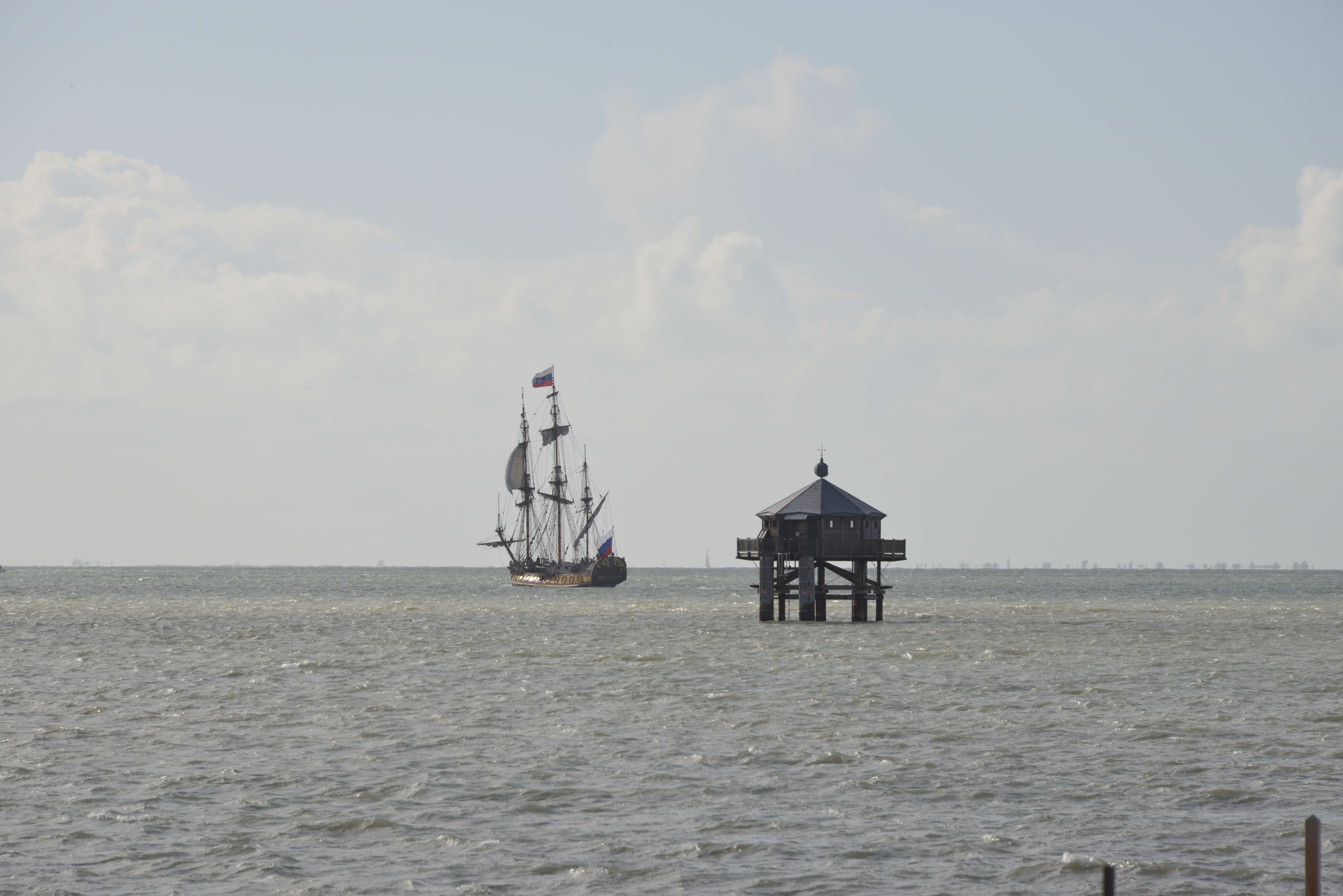
Phare du Bout du Monde mit der Fregatte Call of the Shtandart
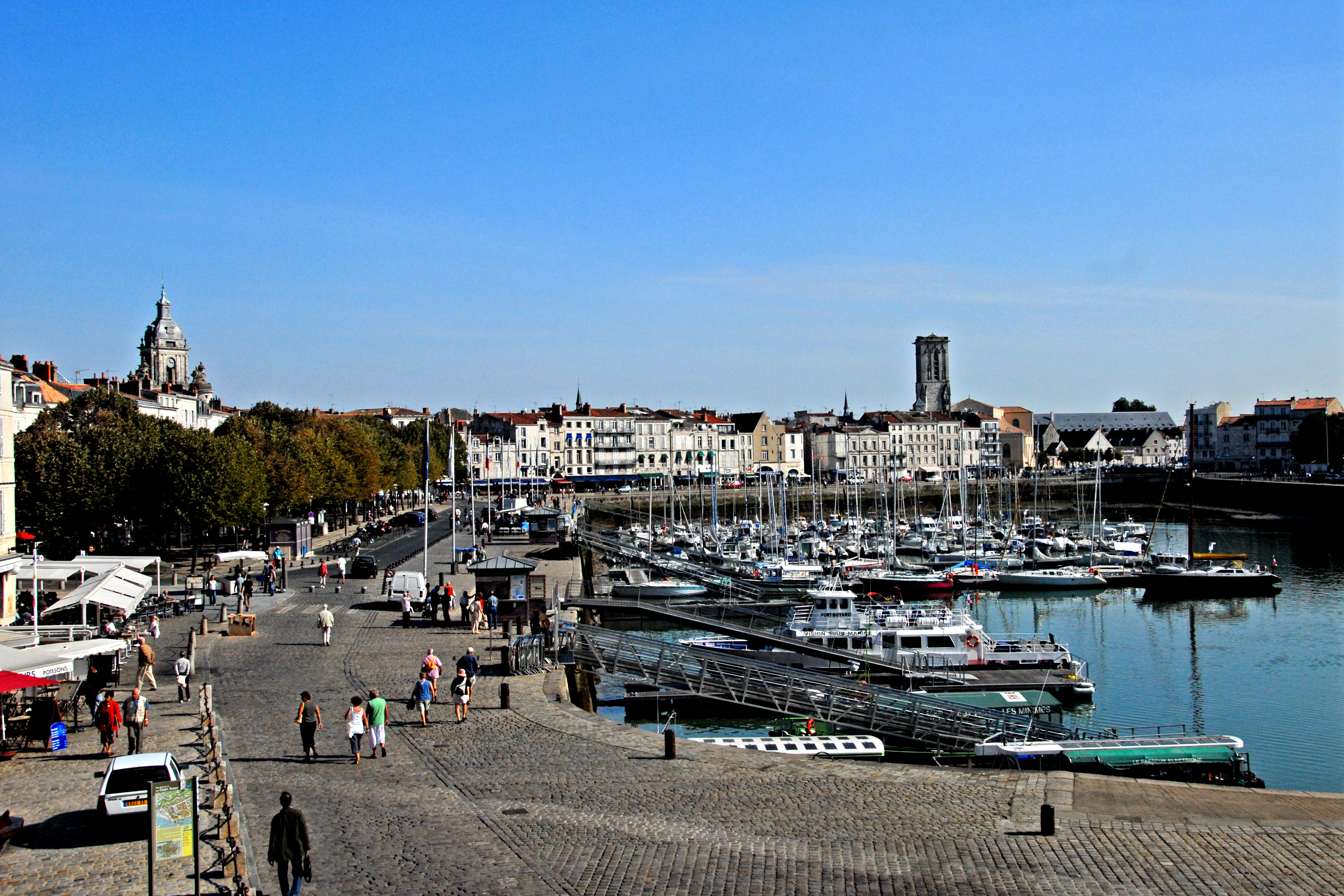
Vieux Port, von Südwest
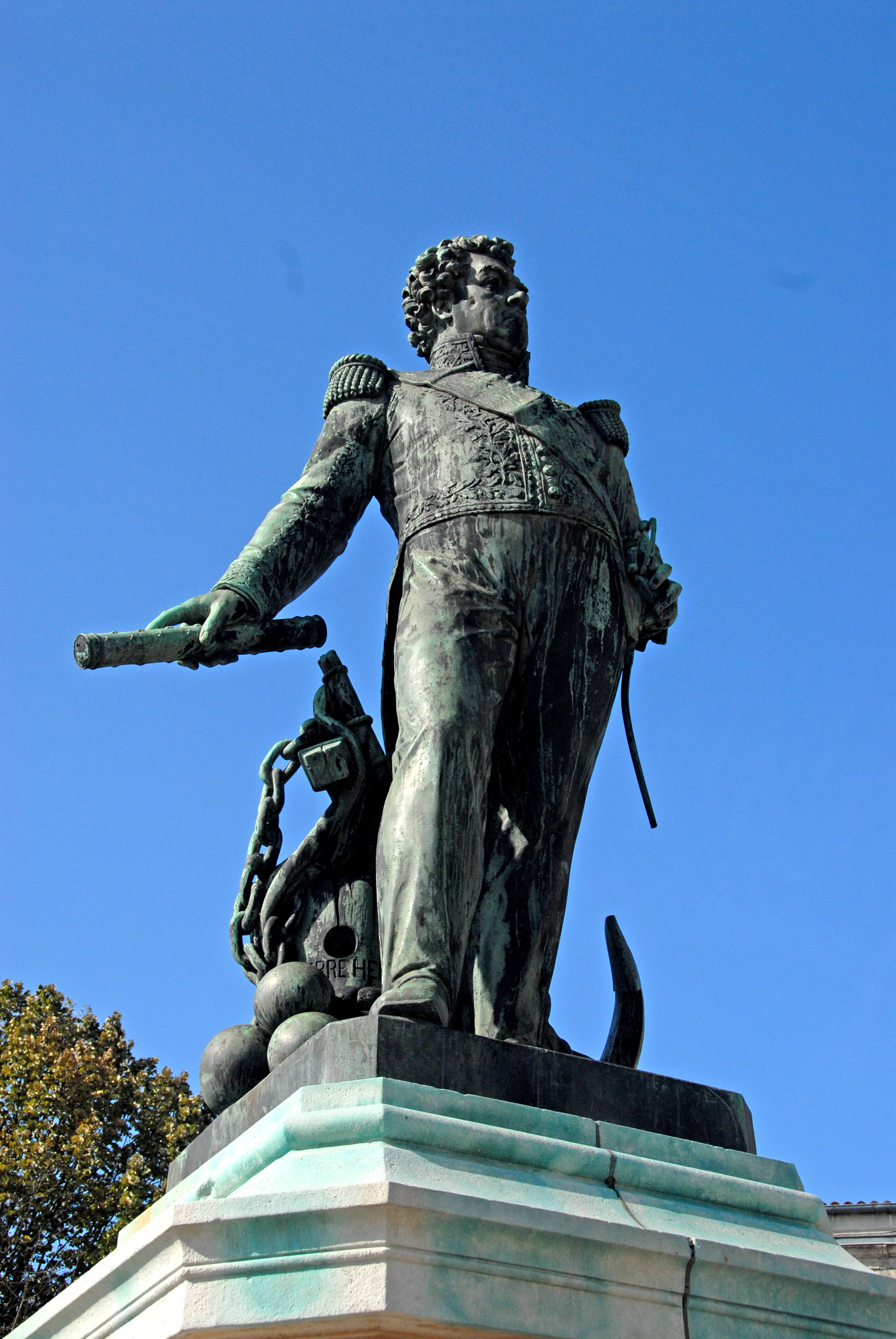
Admiral Duperré
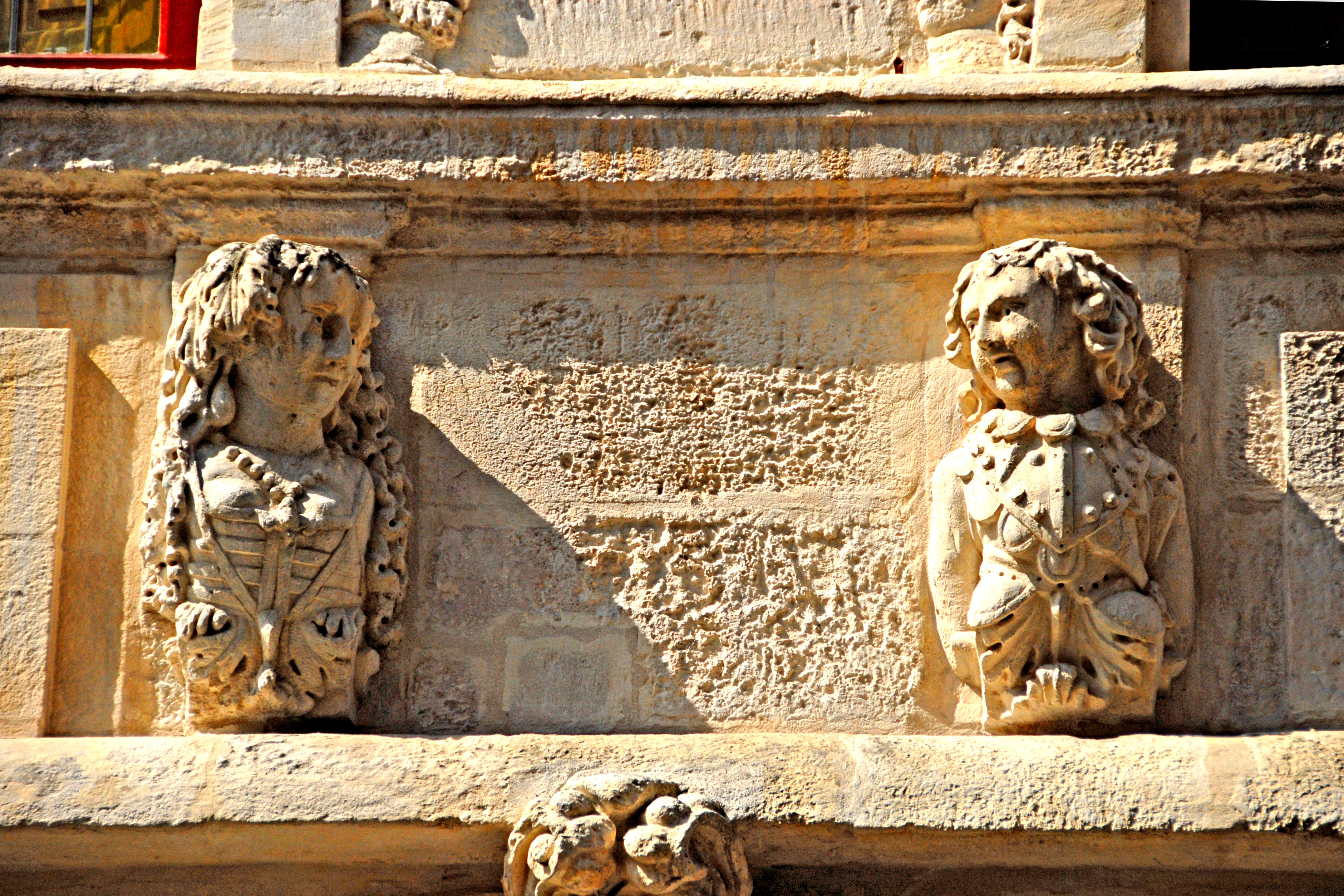
Zwei Büsten
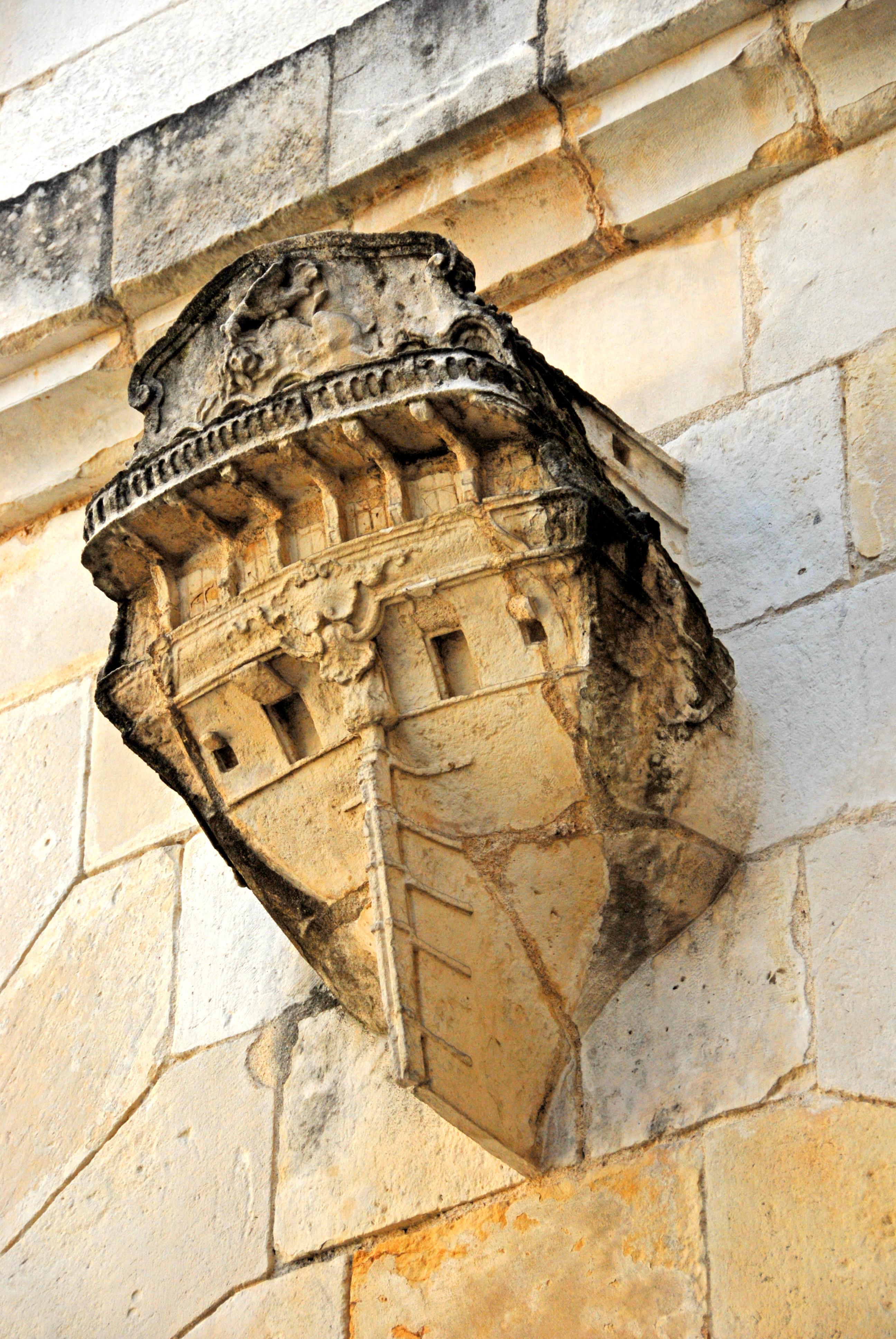
Schiffsheck
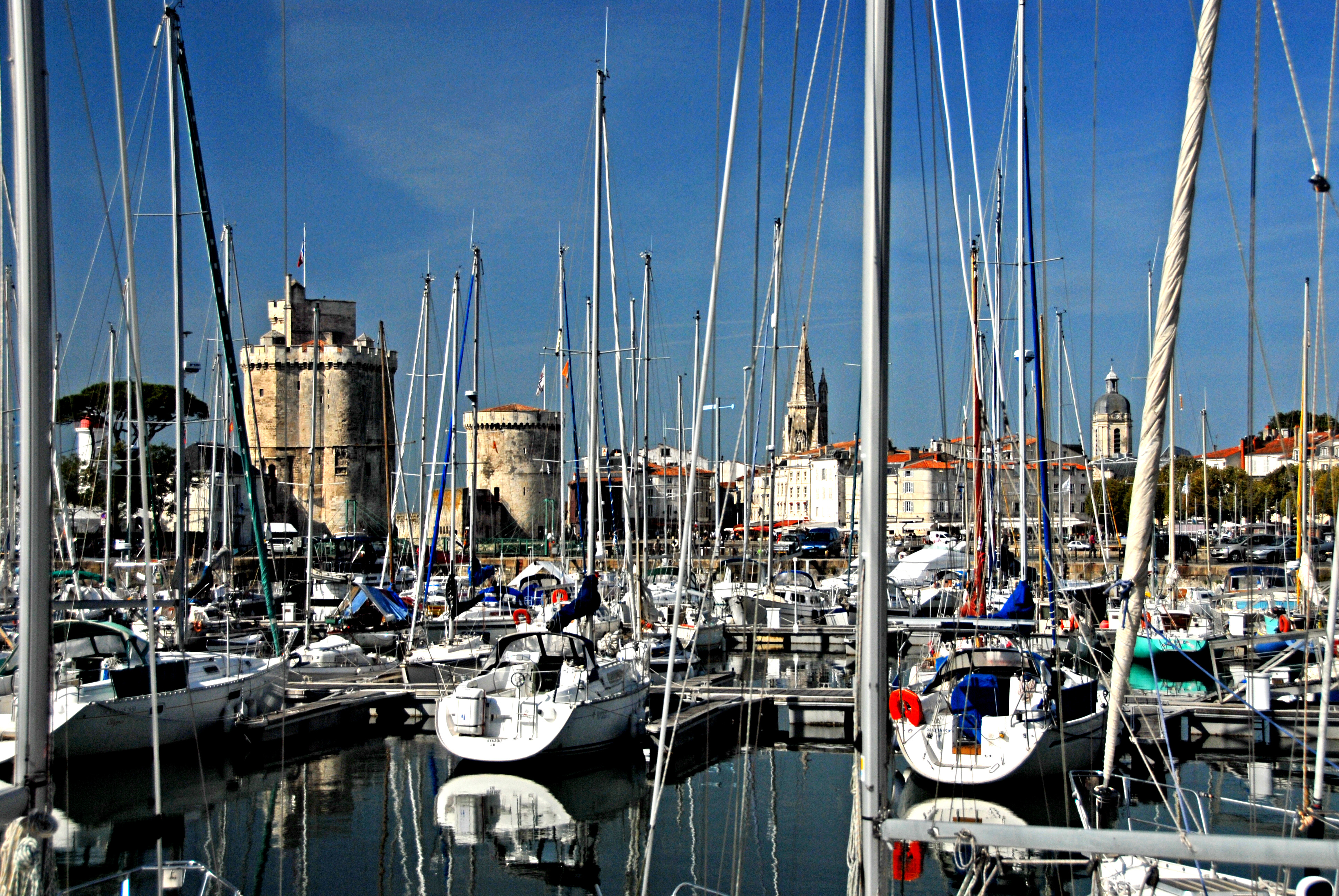
Alter Hafen, Mastengewirr

##### Tour St. Nicolas
Der leicht geneigte zwischen 1317 und 1345 errichtete Turm weist die Merkmale einer Festung auf und bildet zusammen mit dem gegenüberliegenden Tour de la Chaîne das Wahrzeichen von La Rochelle. Er hat einen fünfeckigen Grundriss und ist 42 m hoch. An Stelle der fünf Ecken gibt es drei im Grundriss halbkreisförmige Türme und einen rechteckigen und einen quadratischen höheren Turmanbau, eine Art Donjon. Alle Seiten sind mit Schießscharten und kleinen Fenstern ausgestattet. Der Turm diente lange als Gefängnis. Eine weit ausladende Zugangstreppe mit seitlichen Mauern, als Strebewerke ausgebildet, vom Boden bis zur Höhe der Treppenbrüstung reichend, erschließt den Hauptsaal, der von einem eleganten oktogonalen Kreuzrippengewölbe überdeckt wird. Die ins dicke Mauerwerk der Turmwände eingearbeiteten Treppen führen in den darüber liegenden zweiten Saal, von dort weiter zu noch anderen Räumen. Einer davon ist als Kapelle ausgestattet. Darüber liegt die erste mit Zinnen umschlossene Dachterrasse und etwas aufwärts die zweite und höchste Terrasse auf dem Turmanbau, die von Brustwehren mit Schießscharten und Pecherkern eingeschlossen wird.

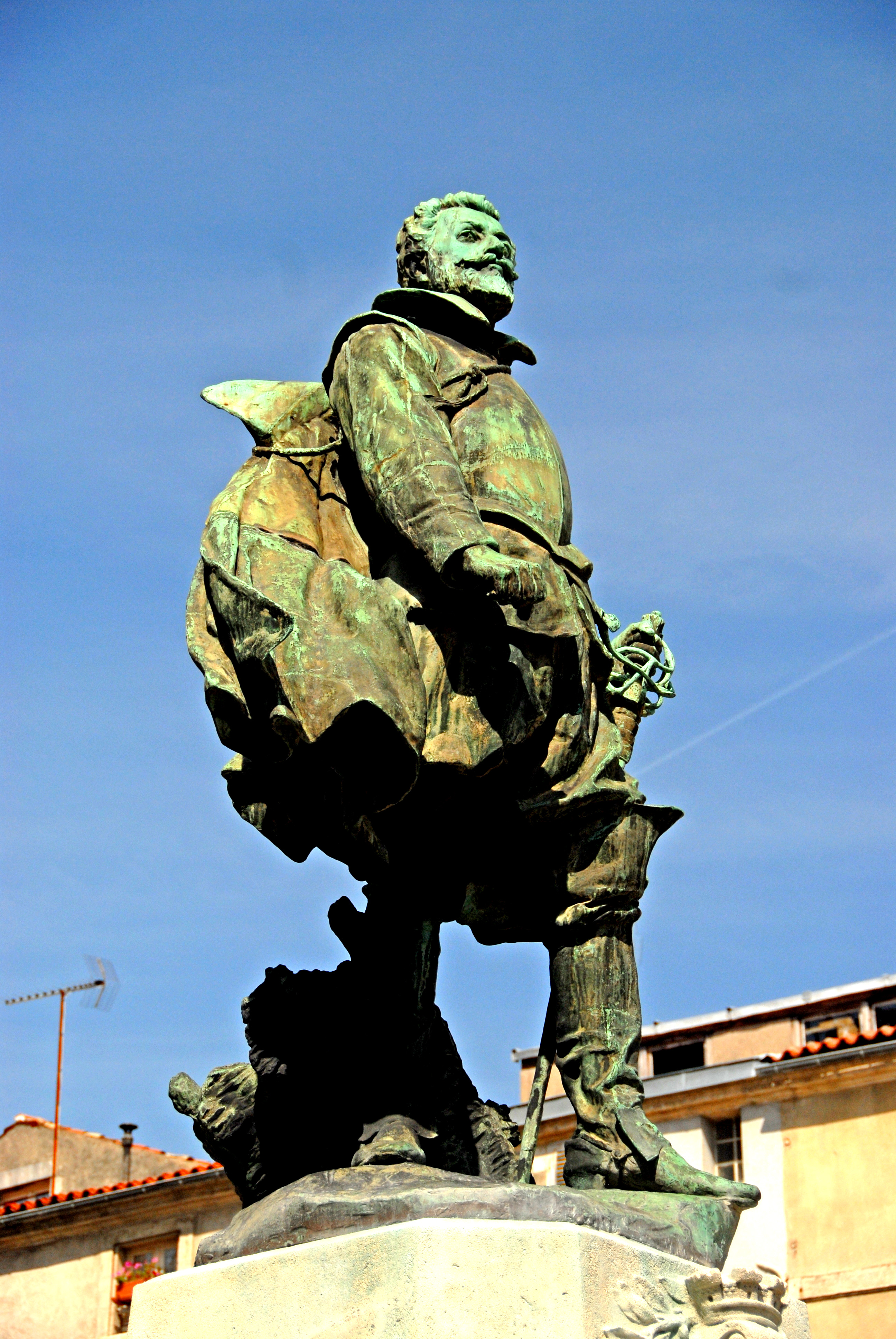
Standbild von Jean Guiton (s. Geschichte)
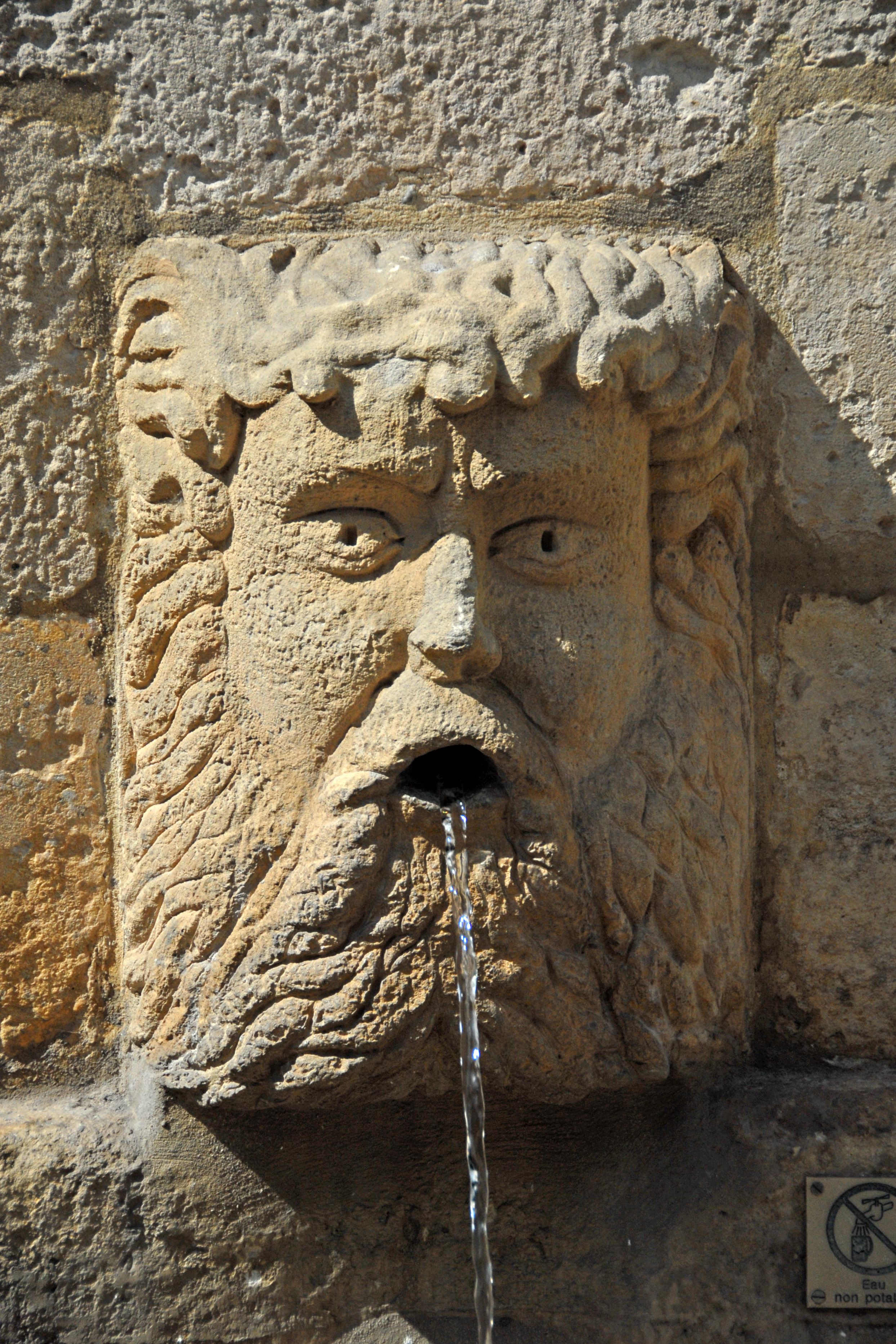
Wasserspucker

##### Tour de la Chaîne
Der Name des Turms kommt von der großen Kette (französisch Chaine), die zur Blockierung der Hafenzufahrt über Nacht mit dem Tour St.-Nicolas verbunden wurde. Am Fuß des Turms gibt es davon noch einen Rest. Der im 14. Jahrhundert erbaute Turm war überwiegend ein Pulvermagazin. Er wurde im 17. Jahrhundert teilweise abgetragen. Ein ursprünglicher Anbau, der in die Hafeneinfahrt hineinragte, wurde abgerissen, um diese zu erweitern.
Die vom Tour de la Chaîne in Richtung Tour de la Lanterne verlaufende Befestigungsmauer, die sich im Mittelalter direkt aus dem Meer erhob, ist die einzige, die von Richelieu nicht zerstört wurde. Er ließ sie zum Schutz gegen Angriffe der Engländer stehen.

##### Tour de la Lanterne

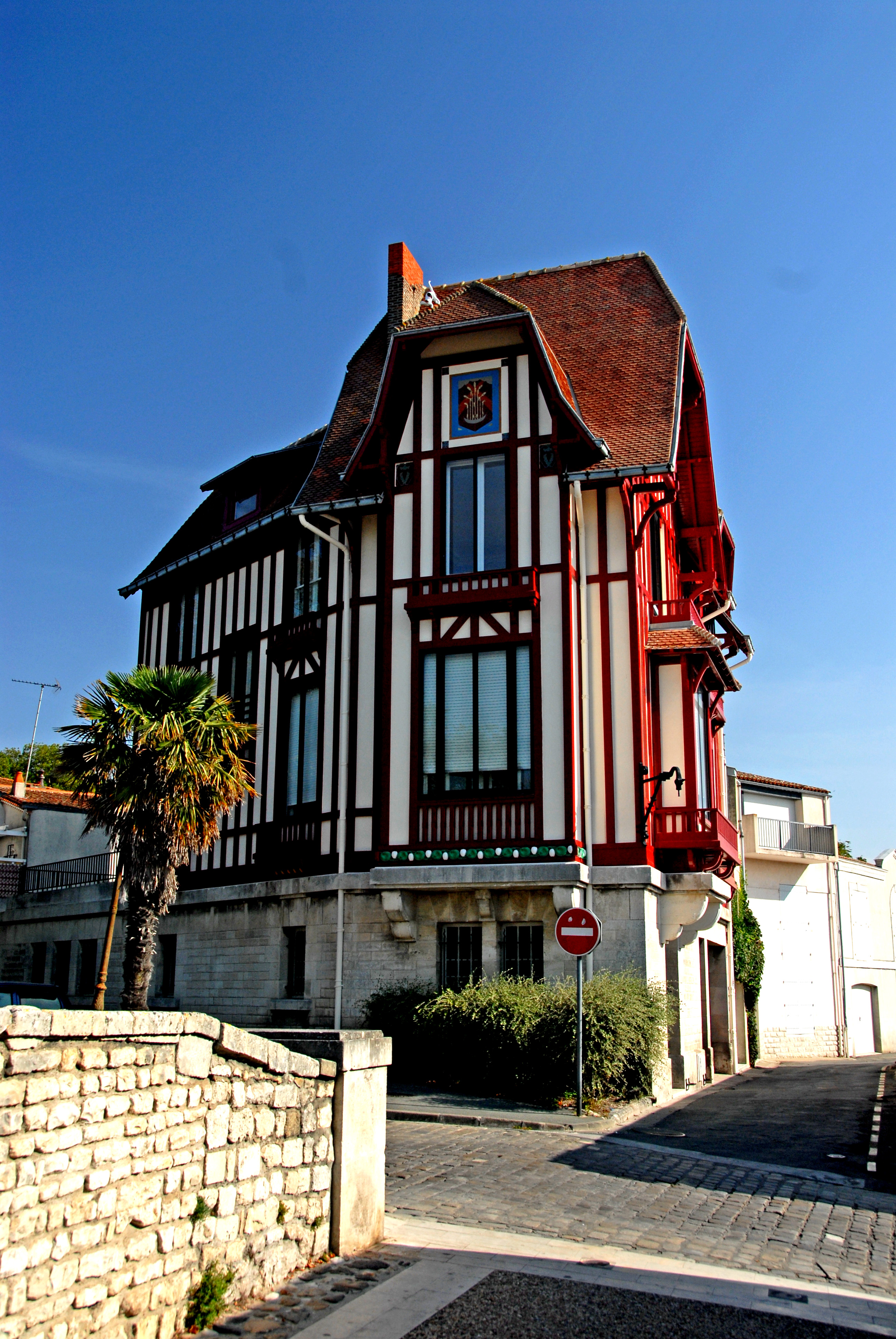
Fachwerkhaus neben dem Tour de la Lanterne

Der Name deutet auf seine Nutzung als Leuchtturm. Er wurde erst im 15. Jahrhundert errichtet. Die an seinem Fuß anschließenden, sechs Meter dicken Festungsmauern kontrastieren mit der Eleganz des oktogonalen Turmhelms, dessen Rippen mit „Krabben“ verziert sind. Dort oben gibt es eine Laterne, die als Leuchtfeuer gedient hat. In der oberen Turmspitze sind noch vier Räume übereinander angeordnet, auf deren Wänden zahlreiche Graffiti der dort Inhaftierten erhalten sind (17. und 18. Jahrhundert). Im unteren Teil des Turms befand sich der Saal der Wachen. Von einem vorspringenden Balkon aus erkennt man bei Ebbe die Fundamente des von Richelieu errichteten Damms, in Höhe von Fort Louis, hinter der Promenade.

#### Altstadt
Die Altstadt besitzt einen regelmäßigen Grundriss mit rechtwinklig zueinander verlaufenden Straßen und hat die Charakteristik einer alten Handels- und Geschäftsstadt konserviert. Die sie heute noch in Teilen umschließenden Wehrmauern und Außenwerke (oder Ravelins) verraten die Handschrift von Vauban. Das Geschäftsviertel umschließt im Wesentlichen das Rathaus. Viele Arkadengänge und überdachte Passagen bieten flanierenden Passanten Schutz bei jedem Wetter. Die ältesten Häuser sind Fachwerkhäuser, deren Holzständer und -riegel oft mit Schieferplatten geschützt sind.

##### Porte de la Grosse Horloge

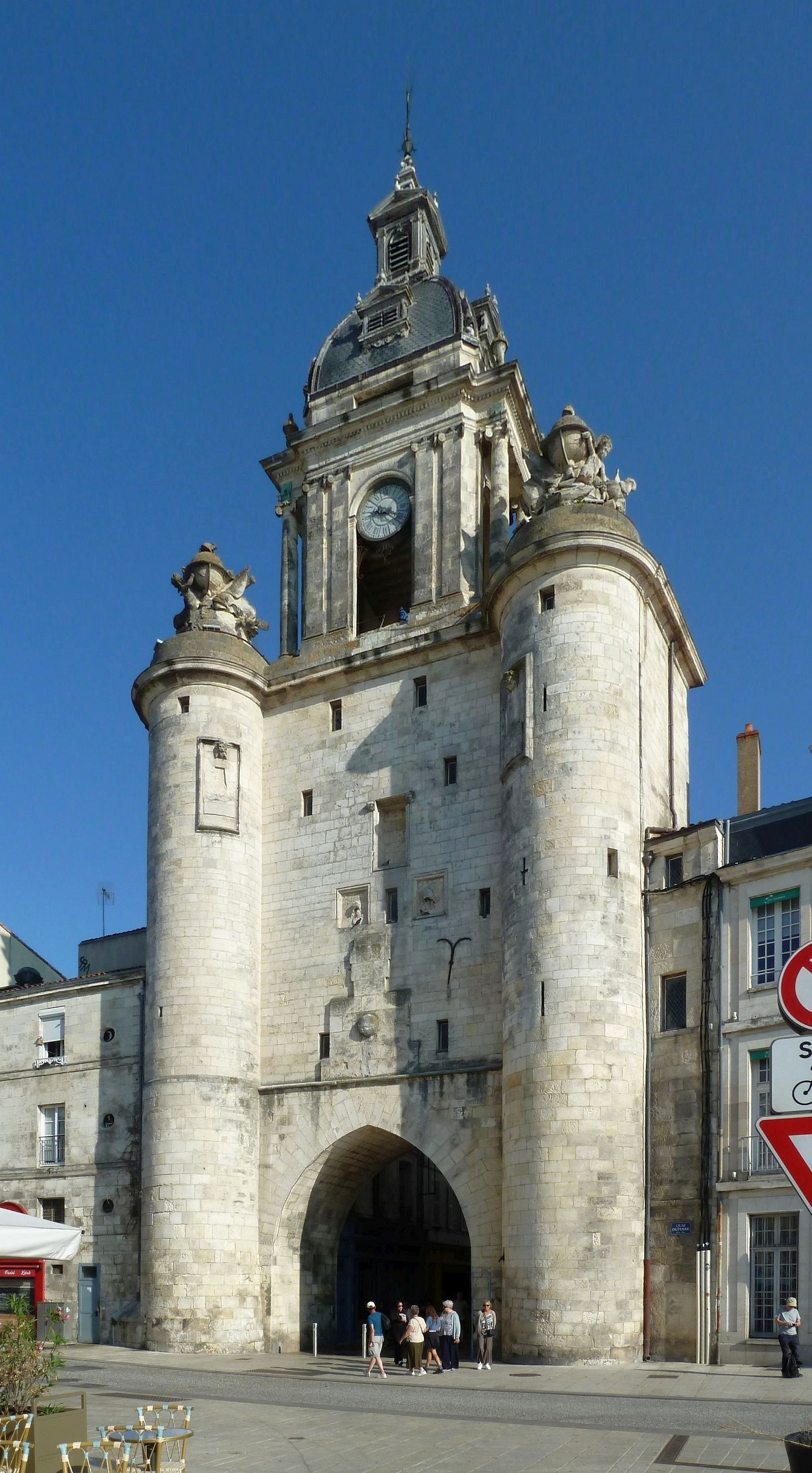
Porte de la Grosse Horloge, Hafenseite

Den Eingang zur Altstadt von der Hafenseite aus bildet der Uhrenturm mit Tordurchlass. Die den im Grundriss rechteckigen Turm in ganzer Höhe flankierenden Rundtürme werden von Seetrophäen verziert. Der gotische Torturm erhielt im 18. Jahrhundert nachträglich einen Aufbau aus einem Glockenstuhl, auf beiden Seiten mit großen Uhrzifferblättern bestückt, gekrönt von einer Kuppel und einer Laterne.

##### Hôtel de Ville
Wie so häufig in Ortschaften mit protestantischer Geschichte ist auch in La Rochelle nicht ein Sakralbau, sondern ein Profangebäude, hier das Rathaus, der besondere Glanzpunkt des Stadtzentrums und dessen bedeutendstes Bauwerk. Vor dem Rathausgebäude, das um die Wende vom 15. zum 16. Jahrhundert erbaut wurde, befindet sich eine eher schlichte gotische Festungsmauer mit Wehrgang und auskragendem Pecherkern, die auf der linken rechtwinkligen Mauerecke zusätzlich mit einem Belfried bewehrt ist. Sie umschließt einen geräumigen rechteckigen Innenhof, der über zwei gotisch gestaltete Tore betreten werden kann, das kleinere für Fußgänger, das größere für Fuhrwerke. Der schlanke, zylindrische Eckturm beginnt erst in Höhe der Mauerkrone und überragt das Rathaus weit, mit einem sich nach oben bis zur Spitze verjüngenden Turmhelm mit offener Glockenstube.
Im Hof erhebt sich die Hauptfassade des prächtigen Renaissancepalastes. Die Bauarbeiten erstreckten sich von der Grundsteinlegung 1544 bis zum Beginn des 17. Jahrhunderts. Der Einfluss der italienischen Renaissance ist unverkennbar. Das Erdgeschoss wird hofseitig von einer Arkadengalerie mit kannelierten Säulen begrenzt. Im ersten Obergeschoss kann man den ehemaligen Arbeitsraum des Bürgermeisters Jean Guiton (siehe Geschichte) besichtigen. Ende Juni 2013 ist das Rathaus zum großen Teil infolge eines elektrischen Kurzschlusses abgebrannt. Mit der Wiederinstandsetzung wurde im Juli 2016 begonnen und sie wurden im Sommer 2021 vollendet.

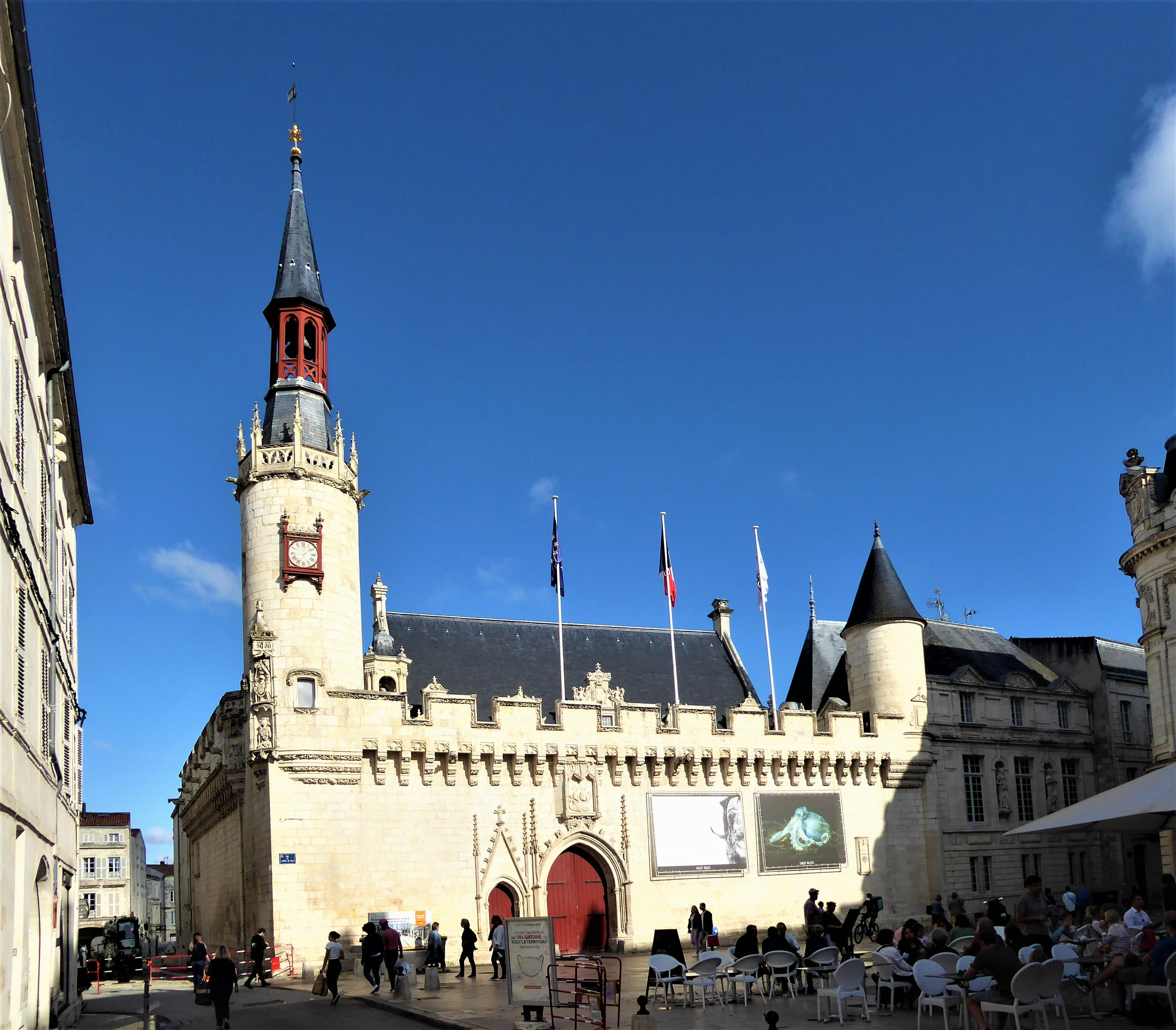
Rathausmauer mit Belfried, Ansicht 2021 nach den Wiederherstellungsmaßnahmen
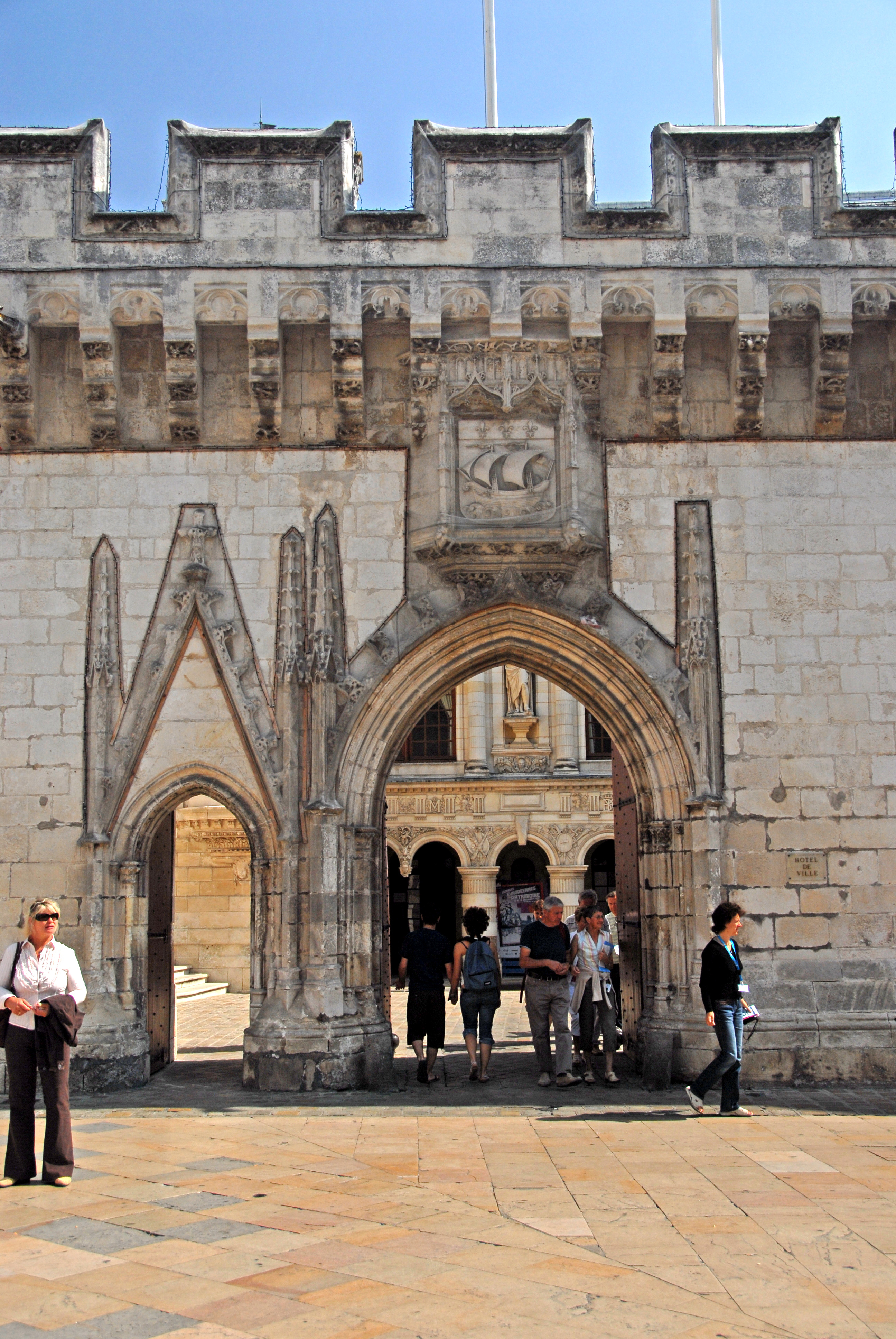
Doppelportal Rathausmauer
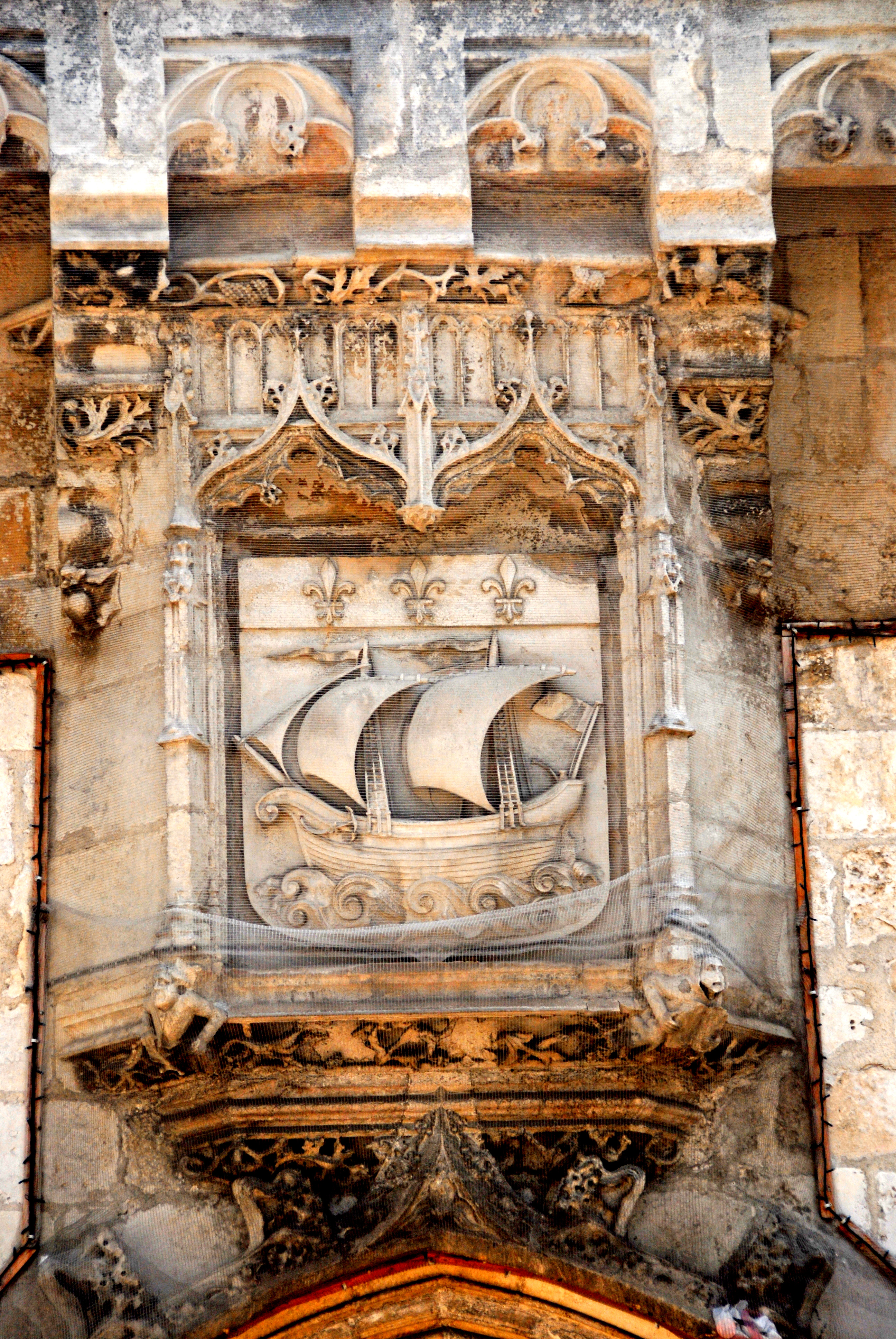
Wappen über Portal Rathausmauer
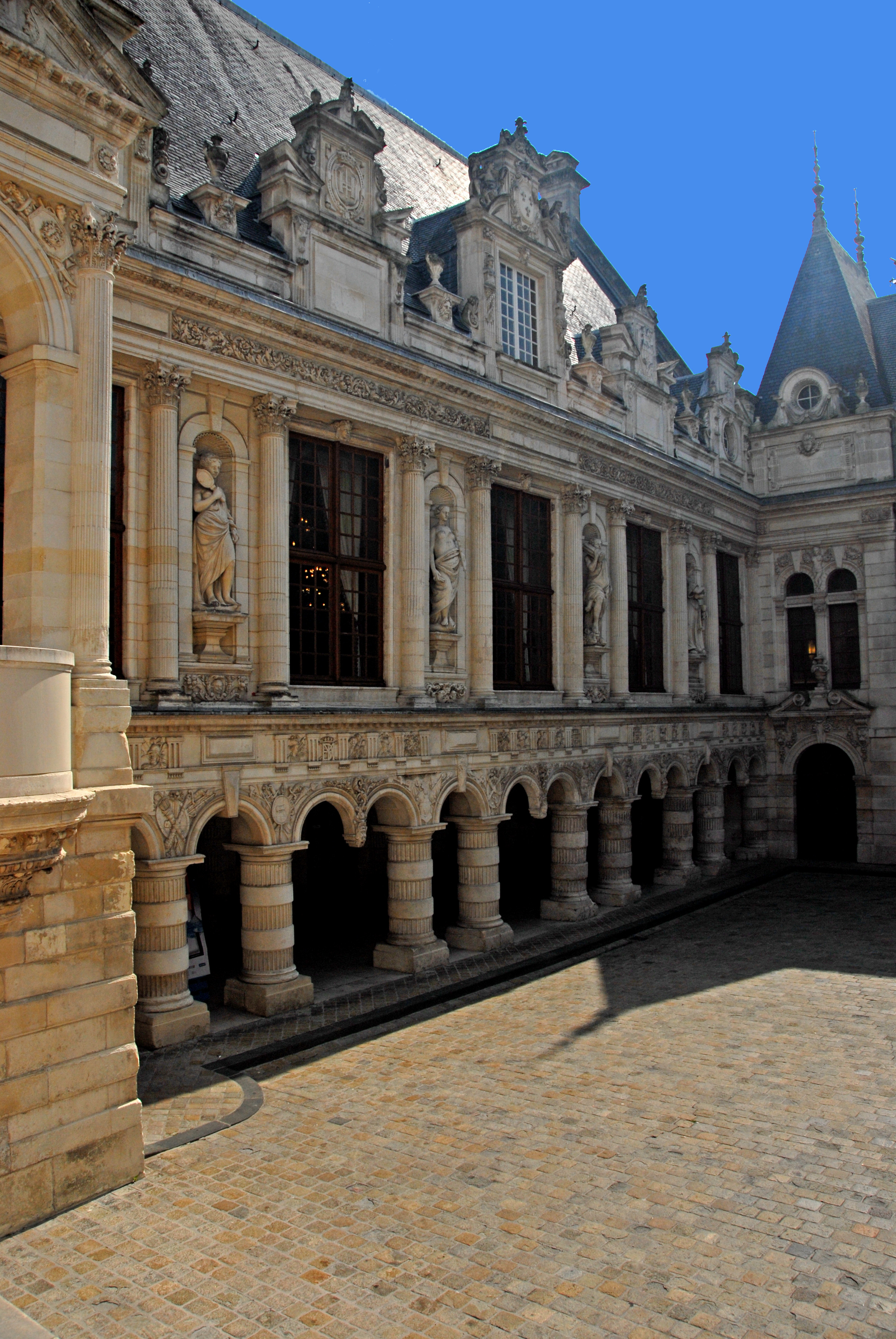
Rathausfassade
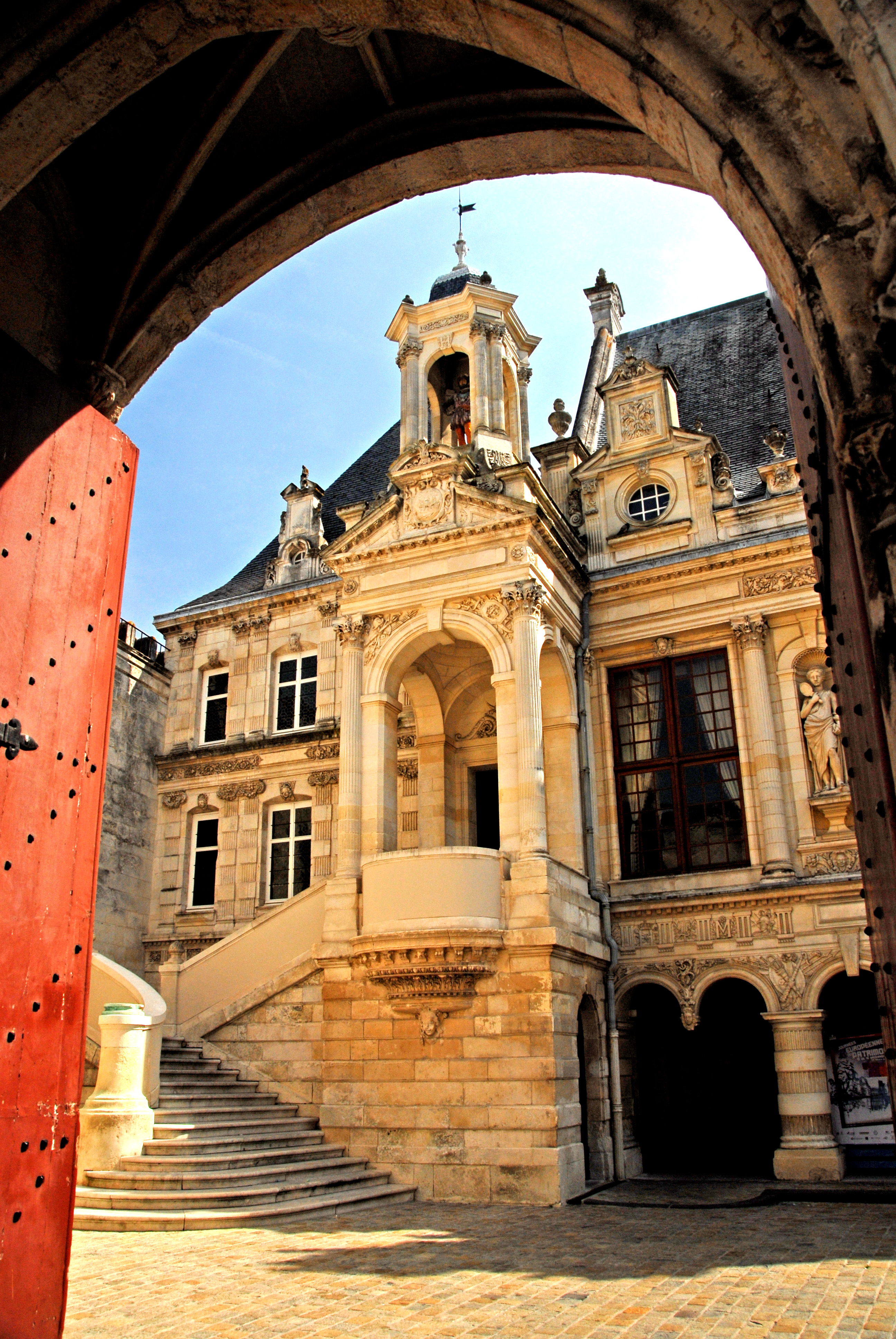
Rathaustreppe
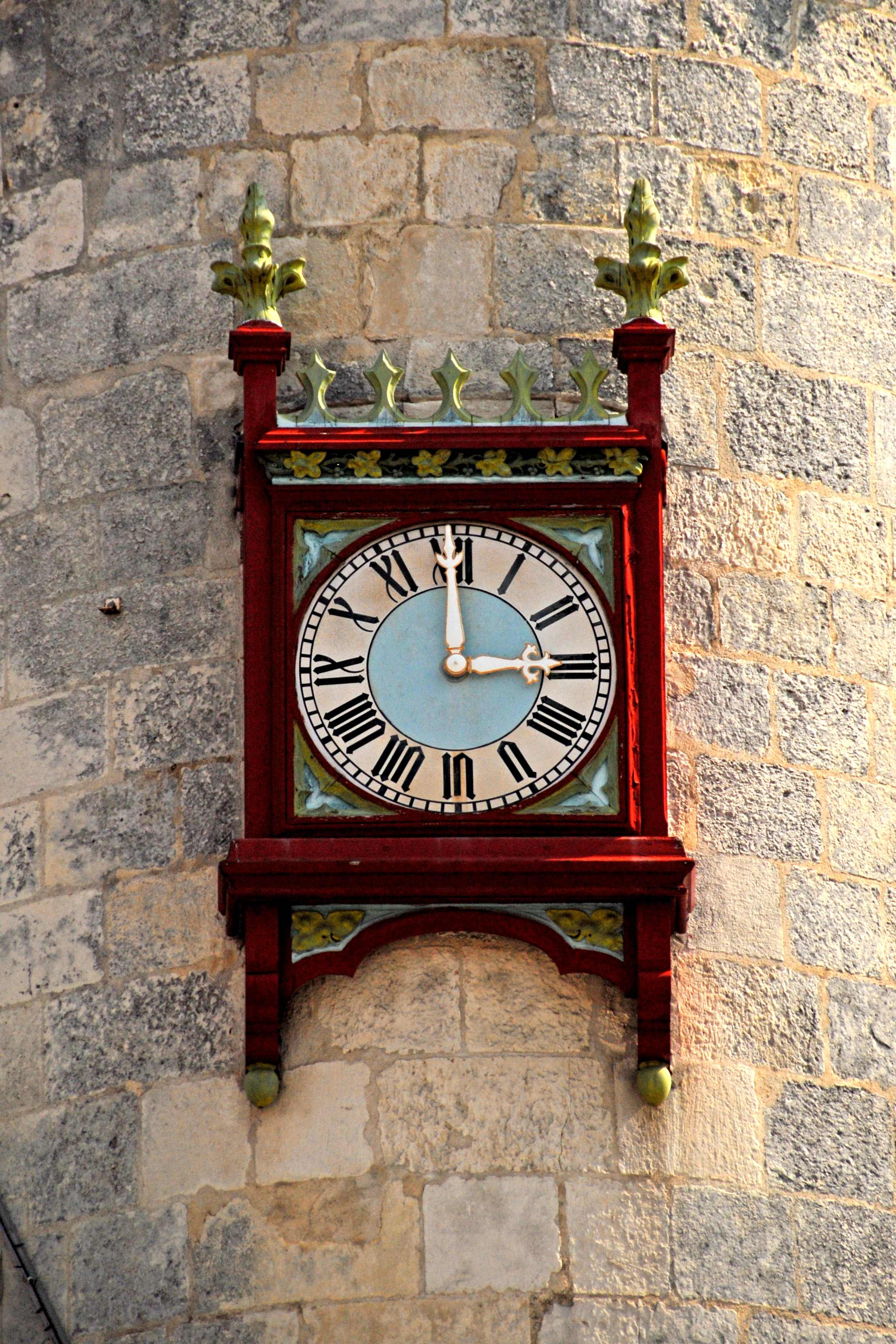
Uhr am Belfried

##### Weitere Sehenswürdigkeiten der Altstadt

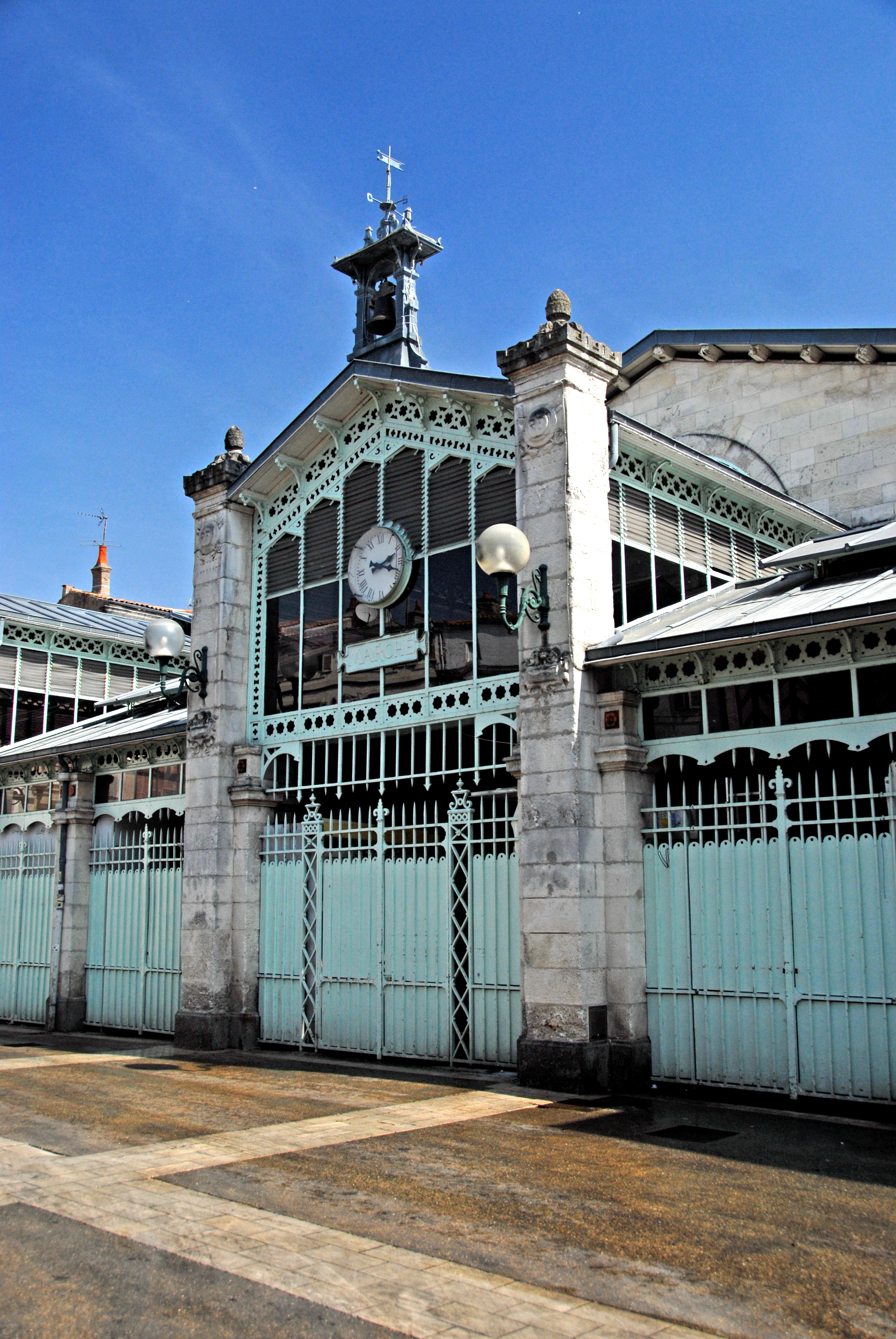
Markthalle

- Hôtel de la Bourse: 18. Jahrhundert, Sitz der Handelskammer, mit Arkadeninnenhof
- Rue du Palais: Hauptstraße mit Arkaden und öffentlichen Gebäuden
- Rue Chaudrier: einer der Verteidiger von La Rochelle; schönes altes Fachwerkhaus. In der Nr. 54 befindet sich das Café de la Paix, eine der ältesten Brasserien Frankreichs (Monument historique).
- Maison Henri II.: 1555 für Huges de Pontard erbaut
- Grande Rue des Merciers: Arkaden und Häuser des 16. und 17. Jahrhunderts, in mittelalterlichem Charakter, viele Fachwerkhäuser,
- Palais de Justice: 1789 fertiggestellt, Renaissance
- Cathedrale St. Louis: teilweise über den Fundamenten der Kirche St. Barthélemy erbaut
- Rue de Minage: beidseitig von Arkaden gesäumt, sehr alte Häuser
- Place du Marché: zwei Häuser aus dem 15. und 16. Jahrhundert
- Temple protestant: frühere Klosterkirche der Franziskaner mit Kreuzgang, 17. Jahrhundert
- Pfarrkirche Notre-Dame-de-Cougnes
- Église des Carmes mit Kreuzgang am Hafen
- Clocher St-Jean, Turm der früheren Pfarrkirche St-Jean-du-Perrot am Hafen
- westlich außerhalb der Altstadt befindet sich die romanische Kirchenruine Saint-Pierre-de-Laleu aus dem 12. Jahrhundert

##### Museen der Altstadt
- Musée d’Histoire naturelle: Naturkundemuseum, ehemaliger Wohnsitz des Gouverneurs, ausgestopfte Giraffe (Zarafa)
- Musée du Nouveau Monde: im Hôtel Fleuriau, Handel zwischen La Rochelle und Amerika seit der Renaissance
- Musée d’Orbigny Bernon: Geschichte von La Rochelle
- Musée des Beaux-Arts: Kunstmuseum im bischöflichen Palast
- Bunker de La Rochelle: Museum im ehemaligen Bunker des deutschen Stadtkommandanten (im Frühjahr 2013 eröffnet)
- Musée Rochelais d’Histoire Protestante: Museum der Geschichte des Protestantismus in La Rochelle, Aunis und Saintonge[25]

#### La Ville en Bois
Die „Stadt aus Holz“ ist ein Viertel südlich des Vorhafens, gegenüber dem Tour de Lanterne, mit einigen Museen.
- Neptunéa: Musée maritime: Seefahrtsmuseum
- Musée à Flot: kleine Flotte mit Schiffen unterschiedlicher Größe und dem Wetterschiff France I
- Musée des Automates: elektronische Roboter

#### Port des Minimes
Der Port des Minimes ist der größte Yachthafen der Atlantikküste mit über 3200 Liegeplätzen für Kielboote und drei Tiefwasserbecken.

#### Aquarium
La Rochelle besitzt zudem ein großes Aquarium, eines der schönsten Europas, mit über 65 Becken.

### Filmstadt La Rochelle
- Anfang der 1980er Jahre diente der Hafen und U-Boot-Bunker von La Pallice als Schauplatz für den Film Das Boot von Wolfgang Petersen.
- Zur gleichen Zeit wurde im Hafen von La Pallice für den ersten Teil der Indiana-Jones-Trilogie von Steven Spielberg gedreht.
- 1980 wurde dort der Film Der ungeratene Sohn von Regisseur Claude Sautet mit Patrick Dewaere und Brigitte Fossey gedreht.

Seit 1999 findet in La Rochelle jährlich das Festival de la Fiction TV statt.

### Sport
Bekanntester Sportverein der Stadt ist Stade Rochelais, ein Rugby-Verein, der seit der Saison 2014/15 wieder in der höchsten französischen Liga (Top 14) vertreten ist.

## Persönlichkeiten
- Noëlle Adam (* 1933), Tänzerin und Schauspielerin
- Rachid Alioui (* 1992), Fußballspieler
- François de Beauharnais (1756–1846), Generalmajor
- Louise Swanton Belloc (1796–1881), Schriftstellerin und Übersetzerin
- Jacques Nicolas Billaud-Varenne (1756–1819), Revolutionär, Haupturheber der Septembermassaker
- Jean-Louis Bompoint (* 1960), Kameramann, Regisseur, Animationsfilmer und Musiker
- Aimé Bonpland (1773–1858), Naturforscher
- William Adolphe Bouguereau (1825–1905), Maler
- Dimitri Champion (* 1983), Radrennfahrer
- Emmanuelle Chaulet (* 1961), Schauspielerin
- Jean-Loup Chrétien (* 1938), Raumfahrer (CNES- und NASA-Astronaut), Kampf- und Testpilot
- Frédéric Deschamps (* 1985), Organist
- Gustave Drouineau (1798–1878), Schriftsteller
- Victor Guy Duperré (1775–1846), Admiral
- Jean-Baptiste Élissalde (* 1977), Rugby-Union-Nationalspieler
- René-Antoine Ferchault de Réaumur (1683–1757), Wissenschaftler
- Aimé Joseph de Fleuriau (1870–1938), Diplomat
- Corine Franco (* 1983), Fußballspielerin
- Eugène Fromentin (1820–1876), Schriftsteller, Kunstkritiker und Maler
- Beb Guérin (1941–1980), Jazz-Bassist
- Grammont (1750–1794), Schauspieler und Revolutionär
- Melissa Lauren (* 1984), Pornodarstellerin
- Guy de Luget (1884–1961), Fechter
- Charles-Alexandre de Morell d’Aubigny (1699–1781), Marineoffizier
- Pierre-Jean-Baptiste Nougaret (1742–1823), Schriftsteller
- Alexandre Olliero (* 1996), Fußballspieler
- Louis Ordonneau (1770–1855), General der Infanterie
- Patrick Perret (* 1953), Radrennfahrer
- Pascal Pessiot (* 1952), Autorennfahrer
- Jean-Louis Raduit de Souches (1608–1682), kaiserlicher Feldherr
- Lili Reynaud-Dewar (* 1975), Installations- und Performancekünstlerin
- Pierre Seignette (1660–1719), Arzt und Apotheker
- François Tallemant der Ältere (1620–1693), katholischer Geistlicher, Kommendatarabt, Übersetzer und Mitglied der Académie française
- Joseph-Simon Theurel (1829–1868), römisch-katholischer Ordensgeistlicher und Apostolischer Vikar von West-Tonking
- Damien Touya (* 1975), Fechter
- Arthur Verdier (1835–1898), Seemann, Reeder, Händler und Diplomat

## Städtepartnerschaften
La Rochelle unterhält freundschaftliche Beziehungen mit folgenden sechs Städten:
- New Rochelle, USA (seit 1910)
- Lübeck, Deutschland (seit 1988)
- Akkon, Israel (seit 1972)
- Petrosawodsk, Russland (seit 1973)
- Essaouira, Marokko (seit 1999)
- Santiago de Figueiró, Portugal (seit 2003)